# El Hogar Obrero
El Hogar Obrero Cooperativa de Consumo, Edificación y Crédito Ltda es una cooperativa de Argentina que tuvo una gran importancia económica y social entre su fundación en 1905 y hasta su situación de insolvencia en 1991. Fundada por iniciativa del socialista Juan B. Justo, posee la Matrícula N.º 1 del Registro Oficial de Cooperativas del país y el 8 de septiembre de 1910, se convirtió en la primera cooperativa “no europea” admitida en la Alianza Cooperativa Internacional.
Entre 1989 y 1990 era la sexta empresa más importante del país en el sector servicios y la más grande entre las privadas, con un capital de 650 millones de dólares. Alcanzó a tener casi 2 millones de asociados, una red de supermercados (Supercoop) con 300 sucursales en todo el país y 13.500 empleados. Hasta ese entonces, a través de sus propios recursos y con sus propios equipos técnicos, había construido directamente alrededor de 5.000 viviendas familiares y otorgado más de 35.000 créditos hipotecarios a sus asociados destinados a la construcción, refacción o compra de unidades de vivienda. Por su incalculable aporte a la comunidad fue reconocida con una Mención Especial de los Premios Konex en 1988.
En 1990, durante la presidencia de Carlos Menem, la cooperativa se vio seriamente afectada por el llamado Plan Bonex, una serie de disposiciones del gobierno que llevó a la cooperativa a perder más del 70% de su capital, lo que provocó una situación de insolvencia pocos meses después. Debido a ello, en marzo de 1991 El Hogar Obrero llamó a concurso de acreedores, para salvarse de la quiebra. En dicho concurso se estableció un plan de pago de sus deudas mediante títulos llamados Tip-Hogar, respaldados con los bienes de la propia cooperativa.
Desde entonces El Hogar Obrero continuó sobreviviendo, aunque con gravísimos problemas financieros, bajo supervisión judicial, llegando incluso a estar intervenido. Recién en 2005 el control fue retomado por sus autoridades, iniciando el proceso de normalización. Inmediatamente se retomó la labor cooperativa con la construcción de 150 viviendas en la localidad de Paso del Rey, la entrega de préstamos personales y la realización de actividades recreativas conjuntamente con el Centro Cultural Sánchez Viamonte. Sin embargo, esta actividad resulta ínfima en relación con su lejano poderío.

## Creación

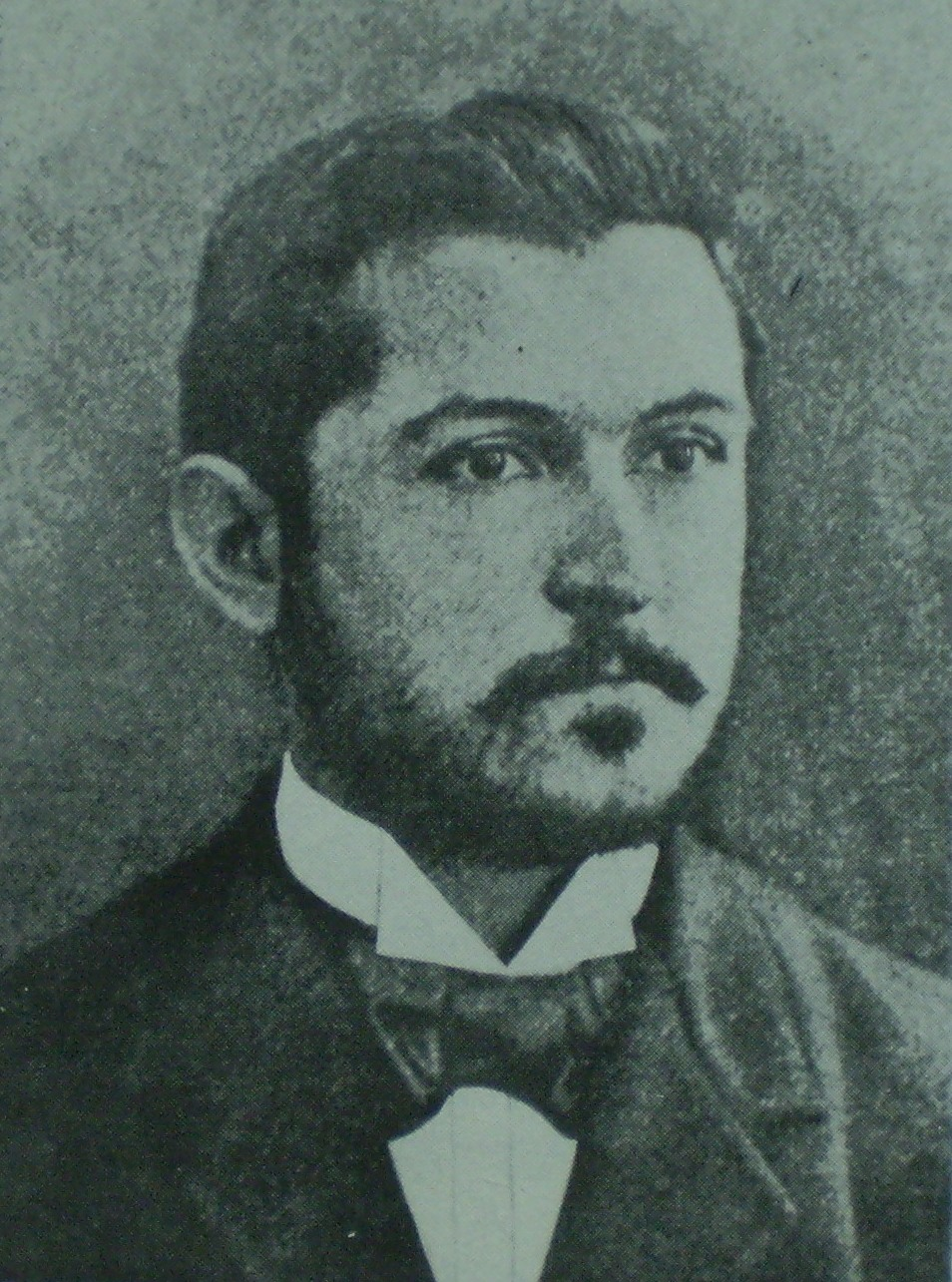
Juan B. Justo, fue médico, periodista, político, parlamentario y escritor argentino, fundador del Partido Socialista de Argentina que presidió hasta su muerte, en 1928.

El Hogar Obrero fue fundada como cooperativa limitada de crédito y edificación el 30 de julio de 1905, a iniciativa de los dirigentes socialistas Juan B. Justo y Nicolás Repetto. Esta idea surge en un momento en que la Argentina se transformaba en una nación moderna, fruto de la expansión agropecuaria, la inmigración masiva de europeos, el desarrollo urbano de las grandes ciudades y la construcción de gran número de ferrocarriles y puertos. Por aquel entonces, el problema de la vivienda era públicamente notorio, situación que culminaría con la huelga de inquilinos de 1907. El propio Justo escribió en 1912: "Ni los trabajadores españoles, que son los de exigencia más modestas que yo he conocido en Europa, podrían avenirse a la idea de venir a meterse con toda su familia en una sola pieza, sin cocina, letrina, ni baño propio, y sin más anejo que un pedacito de patio o galería".
El Hogar Obrero se constituyó como una sociedad por acciones cuyo objetivo sería el de captar el ahorro popular y aplicarlo a la construcción de viviendas o a la adjudicación de créditos individuales a sus asociados. Su modelo eran las “building societies” americanas, planteándose como una empresa económica, diferenciada de las cooperativas de autoconstrucción y de ayuda mutua.
Las acciones que componían el capital de El Hogar Obrero podían pagarse de forma íntegra o en cuotas, con la posibilidad de poder transferirlas a otro socio o pedir el retiro de la cooperativa, a cambio del capital depositado en la misma. En el caso de las acciones adquiridas en cuotas, el socio podría pedir su importe o entregarlo a la sociedad en forma de pago por un préstamo, cuando las mismas hubiesen alcanzado su "madurez", o sea cuando se llegase al valor de la acción sumando los aportes mensuales del socio y los dividendos distribuidos por la sociedad. Como El Hogar Obrero no disponía de oficinas propias, el Círculo Artístico de Buenos Aires le facilitó una sala en la calle Talcahuano N.º 59, a los efectos de realizar la primera asamblea donde se reunieron 19 personas, bajo la presidencia de Nicolás Repetto, actuando como secretario Angel J. Hermida.
Hasta aquel entonces no existía ningún tipo de legislación determinante sobre las características que debía tener una cooperativa. Por eso es que los fundadores de El Hogar Obrero la crean de una manera ortodoxa, tratando de emular experiencias extranjeras, como las ocurridas en los Estados Unidos, donde la mayoría de los Estados habían dictado leyes destinadas a facilitar su fundación y funcionamiento. La nueva Cooperativa argentina se constituía siguiendo especialmente el modelo de la cooperativa edificadora de la ciudad de Dayton (Ohio).
Los socios presentes en esta primera Asamblea suscribieron entre todos ellos 367 acciones de un valor nominal de 300 pesos cada una, pagando en el acto su correspondiente cuota de ingreso de 50 centavos por acción. De inmediato se procedió a designar el directorio, que sería presidido por el doctor Justo.
A las pocas semanas de la fundación el número de asociados ascendía a 203 y el capital realizado se elevaba a $ 7.194,33. Cuando la Cooperativa se disponía a iniciar las primeras operaciones, apareció un serio obstáculo en el proyecto de Ley de Patentes para 1906, sancionado por la Cámara de Diputados, que estuvo a punto de provocar la disolución de la empresa. Según dicho proyecto, las sociedades anónimas por acciones, incluso las cooperativas, quedaban sujetas a una patente cuyo monto anual oscilaba entre 1.000 y 7.000 pesos. Fracasadas las gestiones que se efectuaron para que el Senado no ratificase la sanción de diputados, la Cooperativa convocó a una asamblea extraordinaria para plantear el caso.
Reunidos los socios el día 14 de diciembre de 1905, el Directorio sometió a su consideración estas dos soluciones: disolver la sociedad devolviendo los fondos a sus dueños o continuar recibiendo adhesiones y fondos hasta que tuvieran término las gestiones que se habían encomendado al diputado nacional Alfredo L. Palacios, para obtener la derogación de la patente sancionada para las sociedades cooperativas. La asamblea decidió continuar con las actividades sociales.
Recién en febrero de 1907 la cooperativa pudo reunir otra asamblea extraordinaria en la que el presidente, doctor Justo, comunicó que gracias a las gestiones realizadas por espacio de más de un año por el diputado Palacios, se había conseguido la supresión de la patente. Desaparecido el obstáculo que impedía el funcionamiento de la sociedad, se resolvió gestionar la personería jurídica, al tiempo que se elegía un nuevo directorio.
Una vez obtenida la personería jurídica gracias a las gestiones realizadas por el doctor Mario Bravo, El Hogar Obrero debía inscribirse y dar un domicilio comercial. Es entonces cuando se decide alquilar una pieza escritorio de la casa ubicada en Perú 321, lugar donde más tarde llegaría a tener dos piezas. Las actividades en este nuevo sitio comenzaron el 5 de junio de 1907 teniendo como gerente y único empleado al contador Isaac Chertcoff. El total de los gastos mensuales ascendía a 241 pesos, distribuidos de la siguiente manera: remuneración mensual de 150 pesos para Isaac Chertcoff; alquiler de la habitación 80 pesos; y 11 pesos correspondientes a luz y limpieza.

## Viviendas Construidas

### Primer Grupo de Casas (Liniers,Capital Federal)

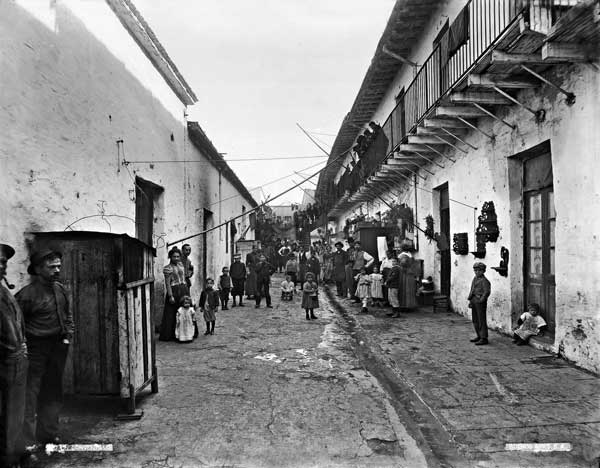
Conventillo (Inquilinato) de Buenos Aires a comienzos del. Solían presentar malas condiciones sanitarias, fruto del hacinamiento.

En junio de 1907 se resolvió la compra de 4 lotes en un remate efectuado por el Banco de la Provincia de Buenos Aires en el barrio de Liniers (Capital Federal). Estos cuatro lotes poseían frente sobre la avenida Escalada, entre la avenida Rivadavia y la calle Unión (hoy Ramón Falcón), sumaban en total unos 901,98 m² y habían costado a la cooperativa 7.216,14 pesos pagaderos la cuarta parte al contado y el saldo en doce cuotas trimestrales con 6% de interés anual. Dos meses después de su adquisición se contrató al maestro albañil Vicente Obiero e hijo la construcción de tres casas de dos dormitorios cada una y una casa más de tres dormitorios, por la suma de 13.100 pesos. Las cuatro casas se vendieron a fines del año 1907, habiéndose obtenido por la casa más grande 7.000 pesos, mientras que las otras tres fueron vendidas en 5.000, 5.010 y 5.300 pesos.

### Segundo Grupo de Casas (Ramos Mejía,provincia de Buenos Aires)
Al año siguiente se compró un terreno en la localidad bonaerense de Ramos Mejía por la suma de 10 000 pesos. La vivienda existente se vendió a uno de los socios, mientras que en el resto del lote se construyó un conjunto de cinco casas unifamiliares. Sin embargo, en una sesión de principios de 1909, Juan B. Justo se lamentaba de que las viviendas construidas no fueran realmente para familias obreras, ya que estas solo podían pagar un alquiler mensual de entre 25 y 30 pesos, mientras que por las casas de Ramos Mejía se cobraba un alquiler que oscilaba entre los 55 y los 60 pesos. Según Justo, debía alcanzarse el objetivo de construir casas cuyo valor rondara los 3.000 pesos para así ofrecer alquileres más baratos.

### Primer Barrio Obrero (Ramos Mejía,provincia de Buenos Aires)
En el año 1910, El Hogar Obrero adquirió un terreno de 3.524,38 m² ubicado a tres cuadras de la estación Ramos Mejía del Ferrocarril Oeste (hoy Línea Sarmiento). En menos de un año la cooperativa construyó allí un barrio obrero de 21 casas de dos pisos distribuidas según el estilo inglés denominado cottage, con un jardín al frente y otro al fondo, lo que aseguraba una mejor ventilación que la tipología tradicional denominada chorizo. La distribución interior se organizaba ubicando el comedor, la cocina y el baño en la planta baja y dos dormitorios en la planta superior. El conjunto fue inaugurado en un acto presidido por Juan B. Justo y Enrique Dickmann el 9 de enero de 1911, donde Justo destacó el diseño "revolucionario" del conjunto aunque se lamentaba que, por su ubicación suburbana y por la necesidad de construir viviendas económicas, se habían tenido que resignar algunas cuestiones de confort y de estética. El Dr. Dickmann, quien habló después de Justo, destacó la obra realizada por El Hogar Obrero, institución cooperativa y popular que estaba materializando el ideal teórico de muchos soñadores.
A los pocos días de la inauguración, todas las casas fueron adjudicadas. Las primeras diez se habían entregado a un valor promedio de 4.805 pesos por casa, mientras que las otras once se adjudicaron a un promedio de 4.240 pesos por vivienda. El total de la operación había dejado a la cooperativa 94.690 pesos, mientras que la compra del terreno y la construcción de las casas había costado en total 87.512 pesos. El modelo de adjudicación adoptado era el alquiler con promesa de venta, obligando al ocupante a tener en la sociedad un mínimo del 10% del valor total de la casa. Posteriormente el sistema se cambió a alquiler con opción de compra obligando al ocupante a tener en la sociedad un mínimo depositado de tres mensualidades de alquiler. Sin embargo, muchos de los ocupantes dejaron las casas a los pocos años retirando de la sociedad el capital aportado y los intereses, mientras que la cooperativa recibía una casa ya muy depreciada por el mal uso o por el mismo paso del tiempo, teniendo que venderla en esas condiciones. Finalmente el alquiler con opción de compra fue sustituido por la venta directa o el alquiler simple. Con el paso del tiempo la totalidad de las casas del barrio Ramos Mejía terminaron siendo vendidas, dejando de pertenecer a El Hogar Obrero.

### Primer Edificio de Vivienda Colectiva (Barracas,Capital Federal)

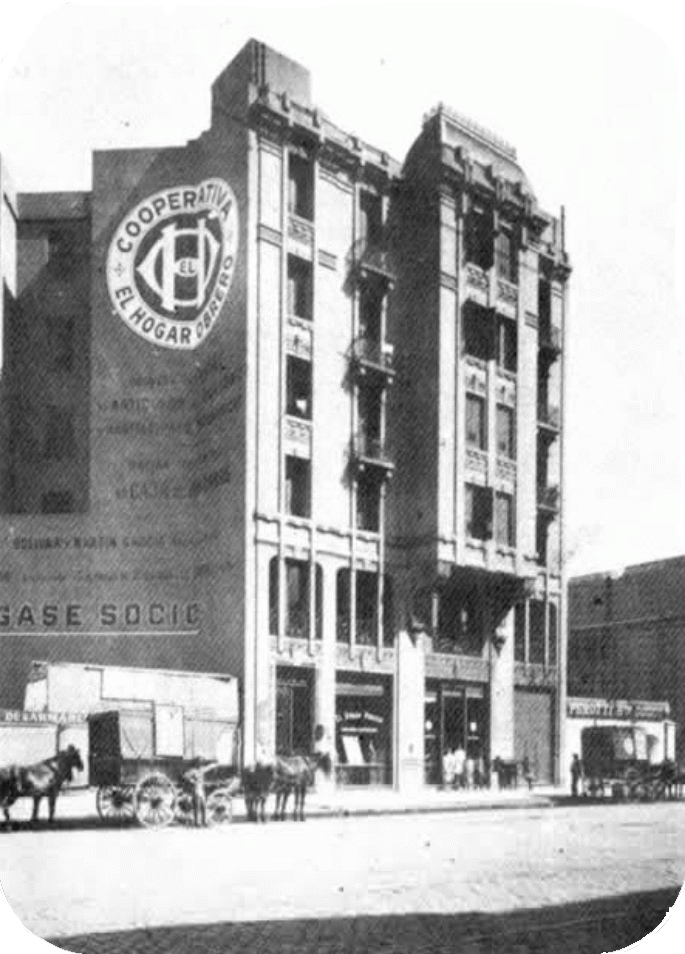
vista original del Edificio Juan B. Justo, antes de su ampliación y remodelación.

Con el fin de ensayar el sistema conocido como de Casas Colectivas (Edificios de Vivienda), El Hogar Obrero adquiere en noviembre de 1910 por remate público un terreno de 572,77 m² con frente tanto sobre la calle Bolívar como hacia Martín García, ubicado dentro de la Capital Federal. El valor total del terreno era de 57.277,50 pesos, a pagar una tercera parte al contado, la otra al año y la parte restante a los dos años, con garantía hipotecaria y 6% de interés. El edificio proyectado por la cooperativa para ese lote contaría con siete niveles: sótano, planta baja y entrepiso que serían destinados a la proyectada sección de consumo, y cuatro pisos superiores donde se ubicarían 32 departamentos a razón de 8 departamentos por piso. Cada departamento contaría con baño, cocina y dos o tres habitaciones según la unidad. Esta ubicación céntrica ayudaría a eliminar los altos costos del transporte que diariamente debían asumir los trabajadores, sumado a que beneficiaría a la proyectada sección de consumo de la cooperativa.
Los planos, presupuestos y pliegos de condiciones fueron elaborados por el arquitecto Molina y Vedia, abriéndose una licitación para comparar las propuestas de los posibles constructores, teniendo en cuenta no solo el precio ofrecido sino que condiciones de trabajo ofrecían a sus empleados las firmas proponentes (horario, salario y seguro contra accidentes del trabajo). Finalmente el directorio adjudicó la obra a la sociedad anónima cooperativa limitada "Artes y Oficios", que ofrecía el precio más bajo y las mejores condiciones de trabajo para sus obreros. La construcción del edificio se realizó sin problemas, salvo por una breve interrupción causada por la renuncia del arquitecto Molina y Vedia, quien fue reemplazado por los ingenieros Fernández Poblet y Ortúzar.
Esta fue inaugurada el 9 de julio de 1913, con presencia del intendente Joaquín de Anchorena y algunos concejales municipales tanto de Buenos Aires como de Montevideo. Durante la ceremonia tomaron la palabra el entonces presidente de El Hogar Obrero, Dr. Nicolás Repetto, el concejal uruguayo ingeniero Leopoldo Peluffo y habló finalmente Juan B. Justo, quien asoció la fecha patria con la celebración de la "independencia económica de la clase trabajadora", alabando las virtudes del ahorro obrero cuando éste era manejado por y para el pueblo, aunque también destacaba la escasa ayuda oficial y todo lo que aún faltaba por realizar en una ciudad donde se necesitaban "100.000 casas obreras".
Posteriormente, en junio de 1930 se ejecutó una remodelación integral del edificio incorporándose un ascensor, calefones y cocinas a gas y otras comodidades adicionales como juegos para menores y un lavadero común. Paralelamente la Municipalidad avanzó con el ensanche de la avenida Martín García, quedando una fracción de terreno vacante en la esquina con la calle Bolívar, lindera al edificio de El Hogar Obrero. Desde entonces la cooperativa gestionó su compra, que en principio no se pudo concretar, consiguiéndose únicamente el alquiler del mismo para la ampliación del local y el depósito de mercaderías. Finalmente en mayo de 1935, la fracción de terreno de 109,33 m² salió a remate público, siendo adquirida por El Hogar Obrero por un valor de 13.556,93 pesos. Aprovechando esta circunstancia la cooperativa avanzó en la construcción de 15 nuevos departamentos y dos casas individuales, procediendo también a la modernización del frente del edificio antiguo para que toda la obra quedara unificada. El 2 de julio de 1938, la Casa Colectiva, ampliada y modernizada con un total de 49 unidades de vivienda, fue reinaugurada con el nombre de Edificio Juan B. Justo, destacando su enorme impulso al movimiento cooperativo dentro del país.

### Tercer Grupo de Casas (Turdera,Buenos Aires)
En mayo de 1911 El Hogar Obrero adquirió por medio de un remate una casa-quinta ubicada a pocas cuadras de la estación Turdera del Ferrocarril del Sud (hoy Línea General Roca). Si bien el directorio había autorizado a ofrecer hasta 17.000 pesos, la operación logró concretarse con 12.500 pesos. Al igual que en el caso de Ramos Mejía la cooperativa decidió que la casa existente fuese adjudicada a alguno de los socios, mientras que parte de la quinta sería loteada para construir seis casas. Sin embargo, problemas con la escrituración dilataron el inicio de los trabajos hasta fines de 1913.
El conjunto se inauguró el 6 de septiembre de 1914, contando cada vivienda con dos habitaciones, una galería cubierta, cocina, baño y altillo, además de terreno disponible al frente y un pasillo de acceso al fondo, lo que permitía que las casas estuviesen ventiladas e iluminadas por tres costados diferentes. Dichas casas también contaban con su servicio sanitario completo, incluyendo agua corriente, desagües, inodoro, etc.
En marzo de 1942 se decidió lotear el resto del predio de Turdera construyendo 9 casas para su posterior venta. Los planos y la dirección de la obra, realizada por el sistema de administración, fueron encarados por el señor Luis Ponti. Las nuevas casas contaban con dos habitaciones, cocina-comedor y baño. Con respecto a su arquitectura exterior se decidió aplicar el estilo californiano, aunque cuidando que no fueran todas iguales en su aspecto y también se definió que las casas ocuparan el centro de cada lote, quedando rodeadas de espacio libre, aunque evitando que quedaran paralelas en su ubicación. La construcción del conjunto se realizó entre julio y diciembre de 1942, inaugurándose el 27 de enero de 1943.

### Segundo Edificio de Vivienda Colectiva (Balvanera,Capital Federal)
Desde fines de 1919 el directorio de El Hogar Obrero comenzó a estudiar la posibilidad de establecer un local más accesible para la sección de consumo, cuya casa matriz se ubicaba en el edificio de la avenida Martín García (luego Edificio Juan B. Justo). En noviembre de 1922 se nombró a una comisión para buscar un local en cercanías de la Plaza Once de Septiembre, por ser el punto de convergencia tanto del Ferrocarril Oeste (hoy Línea Sarmiento), como del subterráneo y de varias líneas de tranvía, lo que la convertía en un punto de fácil acceso desde cualquier barrio de la ciudad de Buenos Aires.
Sin embargo, al no concretarse ninguna operación en este sentido, el directorio decidió que se compraría, dentro de la misma ubicación un terreno que permitiera la instalación de una sucursal de la cooperativa en la planta baja y la construcción de pisos elevados con departamentos para alquiler. Bajo estas directivas, en 1924 se adquirió por 108.000 pesos, un terreno de 14.80 metros de frente por 54.20 metros de fondo, sobre la calle Cangallo (hoy Tte. Gral. Juan Domingo Perón) n.º 2070. El nuevo edificio contaría en la planta baja con dos locales incluyendo sus respectivos sótanos, mientras que en las plantas superiores se construirían 24 departamentos de 3 habitaciones con cocina y baño, dispuestos en cuatro torres aisladas de tres pisos con seis departamentos cada una. Dichas torres estarían separadas por un espacio de 5 y 6 metros de ancho, lo que permitiría una buena iluminación y ventilación, tanto de los departamentos como de los locales ubicados en la planta baja. La confección de los planos, pliegos de condiciones, redacción de los contratos parciales, asesoramiento del directorio en las licitaciones y la posterior dirección de los trabajos estuvo a cargo de los ingenieros Velazco y Justo, mientras que la cooperativa se encargó de contratar directamente, previa licitación privada, los diversos trabajos a realizar, lo que permitió reducir costos y abrir las puertas a distintos empresarios que formaban parte de El Hogar Obrero. En dicha obra intervinieron 22 contratistas por un valor total de 358.436 pesos, todo ello pagado con fondos propios, sin necesidad de solicitar un crédito.
La nueva casa colectiva de Cangallo 2070 fue inaugurada el 3 de abril de 1927 con la presencia de autoridades destacadas como el ministro de Justicia e Instrucción Pública, Antonio Sagarna, el intendente de la ciudad, Dr. Carlos Martín Noel, el secretario de Obras Públicas de la municipalidad, Dr. Barrera Nicholson, además de algunos diputados nacionales y concejales municipales entre otros. En primer lugar tomó la palabra el presidente de la cooperativa, el Dr. Repetto, quien expresó su orgullo por este nuevo paso que El Hogar Obrero daba hacia adelante, resaltando las bondades del ahorro popular capaz de financiar las obras más grandes y atrevidas, como aquel nuevo edificio construido sin la necesidad de recurrir a un crédito. Sin embargo, manifestaba también que se trataba de una obra muy modesta frente a la necesidad de habitación que sufría el pueblo entero de la República y que la cooperativa aún estaba en deuda con aquellos socios cuyos ingresos mensuales oscilaban entre los 160 y 180 pesos mensuales, que no podían afrontar un alquiler mayor a 45 o 50 pesos. Sucedieron al Dr. Repetto, el ministro de Justicia e Instrucción Pública, el intendente municipal y el presidente del Centro de Estudios Cooperativos, Dr. Juan José Díaz Arana, quien destacó el hecho de que no bastaba solo con tener una buena idea, sino que también era necesario que existiesen hombres capaces de interpretarla y aplicarla honradamente como era el caso de los hombres que formaban El Hogar Obrero. Finalmente tomo la palabra el Dr. Juan B. Justo, quien destacó las infinitas posibilidades de crecimiento que tenía El Hogar Obrero comparando sus 7.000 socios con los 100.000 que ya tenían muchas cooperativas en las principales ciudades europeas y cuanto mayor podría ser el resultado de sus esfuerzos si cada socio, en lugar de los 95 pesos que en promedio tenían aportados, pasaran a tener un depósito per cápita de 600 pesos, soñando sobre cuanto podría mejorarse y transformarse la vida popular hasta que cada hombre y mujer se sintiese parte de una misma empresa colectiva. Finalmente Justo remató su discurso dando un aporte sobre cómo se podía completar la fachada del nuevo edificio, ya que según su opinión el espacio de pared entre las ventanas era amplio y las hacía parecer demasiado separadas, por lo que propuso llenar ese vacío con la siguiente inscripción: Obra del esfuerzo económico de los trabajadores libremente asociados en la Cooperativa El Hogar Obrero - 1927.
El sábado 14 de mayo fue abierta al público la nueva sucursal central instalada en uno de los locales de la planta baja del edificio de Cangallo. El movimiento generado en los primeros quince días pareció indicar que la decisión de instalarse allí había sido un éxito, sin embargo, el volumen de ventas no creció en la proporción necesaria, situación que luego se agudizó con la crisis de 1930. Años después, en 1941, con motivo del fallecimiento del Dr. Ángel Giménez, uno de los fundadores de la cooperativa que brindó servicios a la institución durante 35 años, el directorio de El Hogar Obrero decidió que la casa colectiva de Cangallo 2070 llevara su nombre y a partir de entonces se lo conoció como Edificio Ángel Giménez. Finalmente, en 1967, el local de ventas de la cooperativa ubicado en la planta baja fue ampliamente modificado para ser transformado en un supermercado.

### Tercer Edificio de Vivienda Colectiva (Villa Ortúzar,Capital Federal)
Luego de haber construido viviendas colectivas en el sur y centro de la ciudad de Buenos Aires, el directorio se dispuso como objetivo levantar una tercera casa de vivienda colectiva en algún barrio del norte, donde además se buscaría cumplir con la meta de construir departamentos que no superaran los 45 o 50 pesos de alquiler mensual. Bajo estos lineamientos, el 2 de abril de 1930 la cooperativa adquirió un terreno de 2.463 m² con salida tanto a la calle Giribone como al boulevard Álvarez Thomas. La idea inicial era construir un edificio de 6 pisos sobre Álvarez Thomas y una serie de torres de cuatro pisos intercaladas hasta el fondo del terreno sobre la calle Giribone, sin embargo el directorio decidió utilizar solo una parte del solar reservando el resto para futuras ampliaciones. Se realizó un concurso de proyectos para el nuevo edificio donde participaron alrededor de veinte profesionales resultando ganadores los ingenieros Franzetti y Justo. El 27 de julio de 1930 se realizó la ceremonia de colocación de la piedra fundamental del edificio, las obras se iniciaron en marzo de 1931 y finalmente el 8 de mayo de 1932 se inauguró esta tercera casa colectiva. El nuevo edificio contaba con departamentos de un dormitorio con cocina-comedor y baño, que tuvieron gran éxito en su aceptación entre los asociados de la cooperativa.
La casa de vivienda colectiva de la Avenida Álvarez Thomas n.º 1326 fue solo el primer edificio de una serie de tres que se levantarían conformando un pequeño barrio de la cooperativa en esa manzana. La segunda etapa del conjunto (cuarta vivienda colectiva), con frente sobre la calle Giribone se inauguró el 14 de abril de 1940, mientras que la tercera y última etapa se concretó con la inauguración del edificio de Elcano n.º 3665 (sexta casa colectiva), inaugurado en diciembre de 1944.

### Cuarto Edificio de Vivienda Colectiva (Villa Ortúzar,Capital Federal)
En 1938 se proyectó completar la ocupación del solar de Álvarez Thomas n.º 1326. Sobre la base de los estudios realizados por los ingenieros Franzetti y Justo se resolvió la construcción de dos torres con planta baja y 9 pisos, separadas entre sí por un jardín de 35 metros de largo. El nuevo complejo contaría con un total de 116 departamentos de 1,2 y 3 habitaciones, con baño y cocina. En los departamentos más chicos la cocina-comedor tendría las dimensiones necesarias para albergar una cama pequeña. Entre los servicios comunes el conjunto contaría con ascensores, agua caliente, secadora centrífuga para ropa, lavaderos cubiertos y patio de juegos con pileta para los niños en el jardín.
Los trabajos para el nuevo complejo, con frente sobre la calle Giribone n.º 1321, se iniciaron el 2 de abril de 1939 y finalizaron el 14 de abril de 1940. Durante el acto tomaron la palabra, el presidente de la cooperativa, José Bogliolo, y el dr. Nicolás Repetto. El primero destacó que la lucha de El Hogar Obrero en defensa del salario trabajador no se limitaba únicamente al aspecto de la vivienda, sino también al de la provisión de artículos y servicios, para lo cual el Directorio había resuelto instalar en este complejo una pequeña despensa confiando en que los nuevos inquilinos se sumaran al movimiento solidario comprando allí sus artículos de necesidad, posibilitando que en futuro cercano dicha despensa se transformara en una nueva sucursal de la Sección de Consumo, además Bogliolo solicitó una mayor colaboración de los poderes públicos para el desarrollo de las cooperativas. El Dr. Repetto, por su parte, señaló el destacado aporte que realizaba El Hogar Obrero a la transformación urbana de Buenos Aires, construyendo vivienda popular pensada como un conjunto urbano, con torres o bloques separados entre sí por grandes espacios libres que aseguraban una mejor iluminación y ventilación para todos los departamentos. También destacó el confort de las unidades ofrecidas a cambio de un alquiler bajo, situación de gran relevancia dentro de una ciudad donde los trabajadores pagaban alquileres que correspondían al 30 o 33% de sus sueldos, contra el 10% que se pagaba en Francia, el 16% que se pagaba en Inglaterra o el 25% que se llegaba a pagar en los Estados Unidos, destacando que en este último país, en 1938 se había sancionado una ley formando la Autoridad Norteamericana de la Habitación, destinada a otorgar créditos a muy bajo interés para la construcción de casas de alquiler reducido.

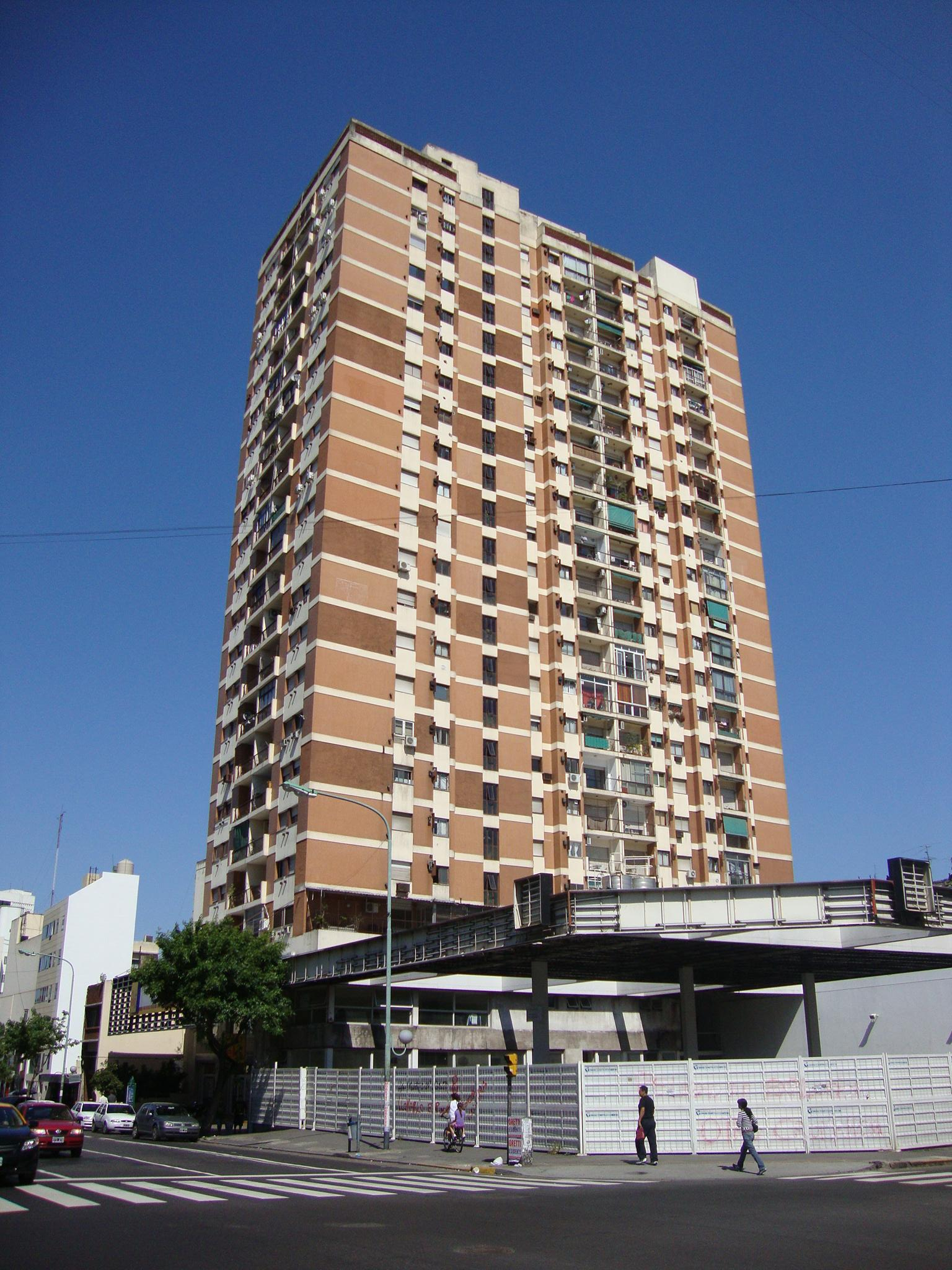
Edificio Arturo Ravina (1977)

### Quinto Edificio de Vivienda Colectiva (Barracas,Capital Federal)
En 1944 se terminó el Edificio Pioneros de Rochdale, en la calle Owen n.º 2931 del barrio de Barracas.

### Sexto Edificio de Vivienda Colectiva (Villa Ortúzar,Capital Federal)
El 16 de diciembre de 1944 se inauguró el último edificio del conjunto de Villa Ortúzar, con frente a la Avenida Elcano n.º 3665. El nuevo edificio, cuyo diseño correspondía a los ingenieros Justo y Franzetti, contaba con 54 departamentos, en su mayoría del tipo "vivienda mínima" o económica, con cocina-comedor, baño, lavadero y una habitación, mientras que el resto de las unidades contaban con living-comedor y dos dormitorios. Para la inauguración se realizó un acto cultural con la participación de diversos artistas conmemorando los cien años de Sociedad Equitativa de los Pioneros de Rochdale. Durante el acto tomo la palabra el presidente de la cooperativa, José Bogliolo, destacando las bondades de la nueva edificación y exhortando a los nuevos inquilinos para que se mantuviesen fieles a la cooperativa adquiriendo sus artículos de consumo en la despensa del complejo que había sido ampliada para la ocasión.

### Segundo Barrio Obrero (Villa Lugano,Capital Federal)
El 7 de julio de 1945 fueron inaugurados los 54 chalets que componían el Barrio Modelo Villa Lugano, que incluyó una porción de 3000 m², que fue cedida a la Municipalidad para que allí se construyera una plaza pública.
Todos los terrenos tenían 10 metros de frente por 23,30 metros de fondo, mientras que las casas, construidas al estilo chalet, estaban organizadas según cuatro tipologías diferentes: 28 poseían un comedor y un dormitorio; 6 tenían un comedor, un dormitorio y otro dormitorio chico; 8 contaban con un comedor, un dormitorio, otro dormitorio chico y un living; 10 poseían un comedor y dos dormitorios iguales; y 1 tenía comedor, dos dormitorios iguales y un living. El proyecto original preveía la futura inauguración de una despensa comunitaria para proveer a los habitantes del nuevo conjunto.

### Tercer Barrio Obrero (Bernal,Buenos Aires)
En 1949 se terminó un conjunto de 34 casas en la localidad bonaerense de Bernal, que posteriormente fue ampliado con otras 53 casas, sumando un total de 87 viviendas. El barrio, proyectado sobre un terreno de cuatro manzanas, incluyó la construcción de una despensa ubicada en la esquina de Dardo Rocha y Zapiola, que fue habilitada el 2 de agosto de 1952. Años después, en 1984, la despensa fue transformada en autoservicio, incluyendo oficinas administrativas.

### Séptimo Edificio de Vivienda Colectiva (Caballito,Capital Federal)
El 21 de diciembre de 1955, luego de casi 15 años de la adquisición de una parcela en el barrio de Caballito, se inauguró en ella la casa colectiva más grande e imponente de El Hogar Obrero, la cual recibió el nombre de Edificio Nicolás Repetto y contempló 3 edificios (263 departamentos y 16 oficinas) y un gran almacén (hoy Caballito Shopping Center).
El 19 de diciembre de 1962 se celebró la inauguración de la primera torre de viviendas (de un conjunto de 4 sobre la calle Álvarez Jonte) del Barrio Villa del Parque. La segunda se terminaría un año después, y las otras dos recién en 1968. Cada una tiene 15 pisos y 96 departamentos. El 18 de abril de 1966 se inauguraban, con presencia entre otros del presidente de la Nación Arturo Illia y del intendente Francisco Rabanal, un segundo conjunto, de 6 pabellones de 3 pisos. El Barrio Villa del Parque fue concluido el 16 de noviembre de 1968, cuando junto con las últimas 2 torres de 15 pisos se inauguraron 2 edificios de 8 pisos y 5 edificios de 3 pisos.
Pocos días antes, el 9 de noviembre se había abierto el primer sector de 9 edificios de 4 pisos (168 departamentos) del Barrio Autopista, en la localidad de Tapiales (La Matanza). Con 18 torres de 12 pisos (868 departamentos), la inauguración oficial del conjunto fue el 18 de septiembre de 1971. El “Barrio Autopista”, fue una megaobra situada en la Autopista Ricchieri y Avenida Boulogne Sur Mer, sobre una fracción de ocho hectáreas y media en un sector de terrenos fiscales. También conformaron el conjunto un gran hipermercado, jardín de infantes y estación de servicio. La ejecución de este barrio no había sido empresa fácil ni sencilla.
La compra del terreno se había concretado con la obligación de construir mil viviendas en cinco años. Aun cuando la Cooperativa contaba con los recursos necesarios, se obtuvieron préstamos del Banco Hipotecario Nacional y del Banco Interamericano de Desarrollo para ofrecer a los socios intereses menores y plazos más largos para la amortización. Con los planos preparados y la licitación para construir aprobada se esperó el momento de la escrituración que tuvo lugar el 11 de agosto de 1966. En marcha las obras, al presentarse los planos para la subdivisión horizontal a la Dirección de Catastro de la Provincia de Buenos Aires, fueron rechazados, alegando que la Corporación del Mercado Central de Buenos Aires hacía valer derechos sobre esas tierras. Luego de largas tramitaciones y demoras los terrenos fueron liberados definitivamente recién en 1970. Como consecuencia de todos los contratiempos señalados, estuvieron congelados en el Banco Hipotecario Nacional quinientos setenta y seis millones de pesos moneda nacional soportando una fuerte depreciación inflacionaria.

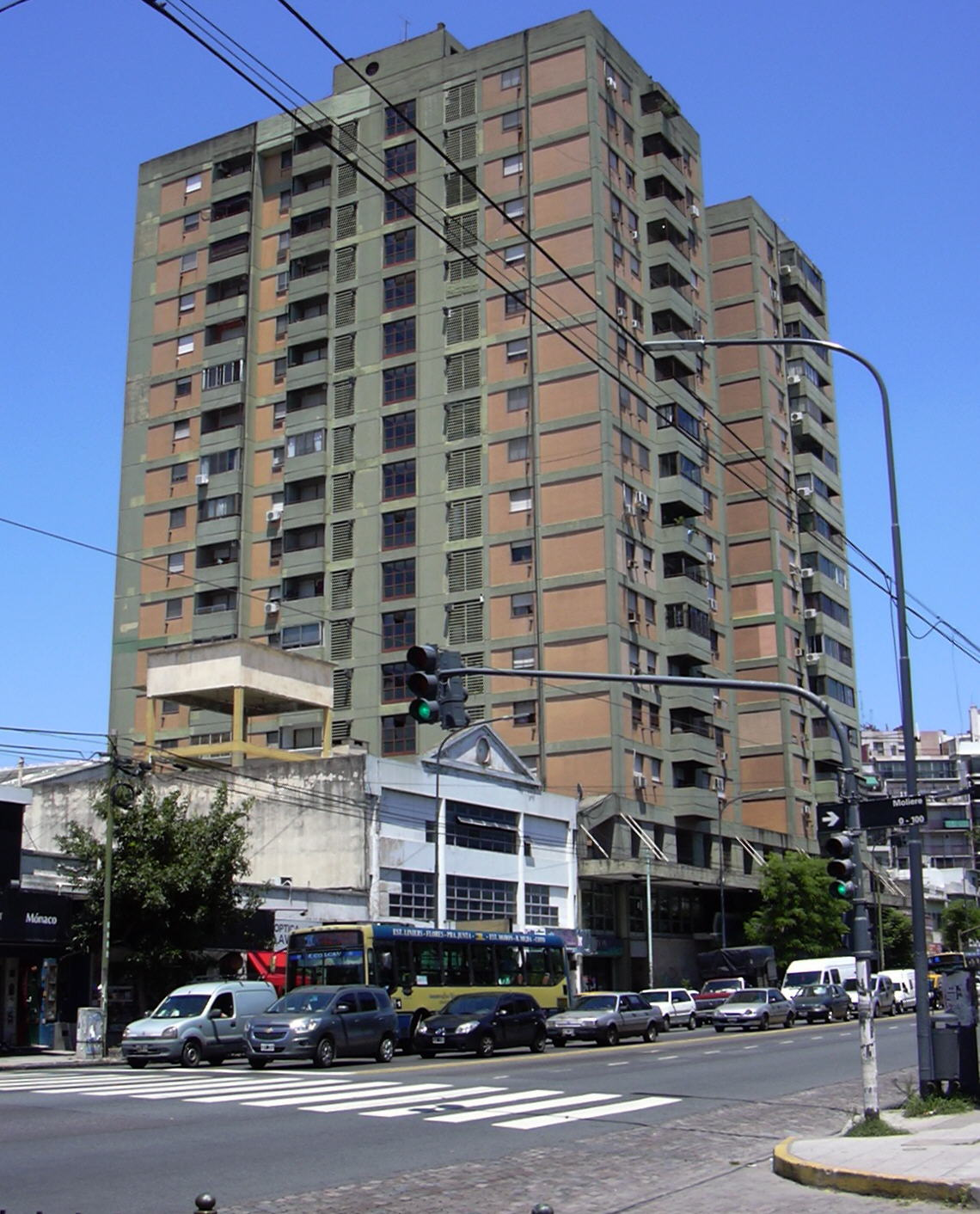
Edificio "Juan José Díaz Arana" situado en Av. Rivadavia 9844/9858 (Villa Luro). Consta de dos torres gemelas y fue construido por la cooperativa en 1981.

La superficie total del nuevo barrio era de 81.451 metros cuadrados. Deducidos 4.685 metros cuadrados que correspondían a la superficie de dos calles públicas, la superficie neta destinada a edificios y espacios libres era de 76.766 metros cuadrados. Los espacios libres ocupaban 59.000 metros cuadrados, o sea el 76,85% de la superficie total, asegurando a los moradores del barrio un marco natural óptimo desde los puntos de vista higiénico y estético.
Mientras tanto, el 7 de noviembre de 1968, se inauguraron 38 casas unifamiliares en la localidad de Ituzaingó, entre las calles Ombú, Laprida, Videla y Trolé. En enero de 1971 se terminó otro conjunto de 28 casa, el Barrio Mariano Liberti, en la localidad de Adrogué. A lo largo de la década de 1970 se construyeron diversos edificios en la ciudad de Buenos Aires, entre los cuales resaltan por sus dimensiones las torres Rochdale (Avenida La Plata n.º 555, año 1972), Arturo Ravina (Avenida Independencia n.º 466, año 1977), Edificio Bernardo Delon (calle Cullén n.º 5091, año 1977) y Edificio Enrique Urbano Corona Martínez (calle Salta n.º1563, año 1978). En la localidad bonaerense de Remedios de Escalada se inauguraba en 1971 el Edificio Rómulo Bogliolo.
Entre los edificios construido en Buenos Aires en la década de 1980 se destacan el Juan José Díaz Arana (Avenida Rivadavia n.º 9844/9858, 1981), el Doctor Enrique Dickmann (calle Simbrón n.º 4304, 1981) y el Manuel Palacín (calle San Pedrito N.º 80, 1989).

## Préstamos

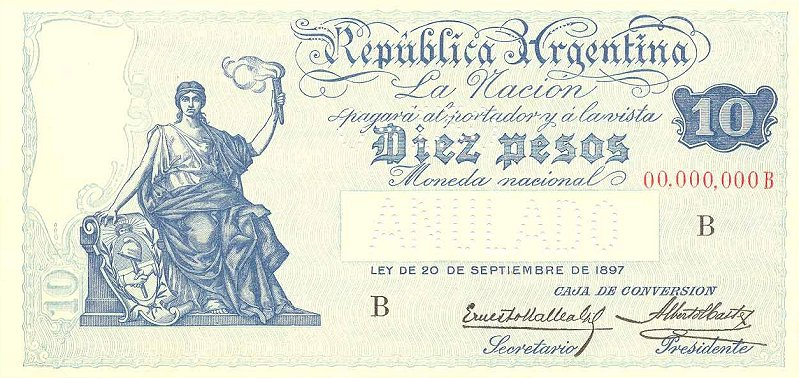
Peso Moneda Nacional, fue la moneda vigente en la Argentina en el período 1881-1969. Hasta 1947 mantuvo un valor relativamente estable, sin embargo, a partir de allí su devaluación se aceleró, en consonancia con la naciente "inflación" de precios.

En la sesión del 18 de julio de 1907, el directorio concedió al socio Juan Perrotti un préstamo hipotecario de 5.000 pesos sobre un terreno de su propiedad "adecuado para la edificación de la casa proyectada y que representa suficiente garantía para el préstamo solicitado”, según rezaba en el informe de la comisión respectiva. Este primer préstamo de "El Hogar Obrero" se hallaba totalmente amortizado para el año 1921, de modo que el proceso de amortización no había durado más de 14 años, con tasas de interés que oscilaban por ese entonces entre el 4 y el 6 por ciento anual.
Con el dinero otorgado, Juan Perrotti construyó una casa de planta baja para él y planta alta para su hijo que se casaba.
En 1908 decía Juan B. Justo: "El problema para nosotros es reunir el dinero necesario para responder a la creciente demanda. Para ello necesitamos atraer a "El Hogar Obrero" más socios que hagan su caja de ahorro de nuestra sociedad". Sobre un capital realizado por 357 socios que alcanzaba a unos 40 mil pesos, cerca de las dos terceras partes procedía de las acciones de pago íntegro, forma de acciones a la cual la sociedad debía preferir las de pago por cuotas, más propias del ahorro y de una sociedad como "El Hogar Obrero". Por eso decía la memoria: "El porvenir de nuestra sociedad está, pues, en el aumento de los socios suscriptos a acciones ordinarias que paguen sus cuotas regularmente. Necesitamos ser muchos para ahorrar el dinero que tantos socios nos piden, o quisieran pedirnos para edificar".
Para aquel entonces, ya se habían concedido tres préstamos para edificar en terreno propio de los socios, por un valor total de 9.300 pesos; se habían construido las cuatro casas de la calle Escalada entre Rivadavia y Unión, tres de las cuales ya estaban vendidas; se construía una casa de 6.000 pesos en la calle Republiquetas destinada a un socio y el directorio tenía a consideración 6 solicitudes de préstamo por un valor total de 22.000 pesos. Toda esta labor había sido realizada en menos de seis meses.
En 1910, El Hogar Obrero había solucionado el problema de la vivienda a casi ciento treinta de sus asociados: hasta ese entonces se habían construido 29 casas y dado 91 préstamos hipotecarios. El sistema generalizado -el usual de la cooperativa- era, darle al propietario de un terreno, el dinero suficiente para construir su vivienda y ese monto le era entregado en cuotas. A su vez, el asociado entregaba el terreno en concepto de garantía.
Paralelamente la cooperativa ofrecía asesoramientos técnicos, con provisión de planos, sugerencias, etcétera, ya que el obrero levantaba su casa con sus propias manos.
Durante el último semestre del año 1910 el desarrollo de la sociedad se aceleró de una manera realmente notable. Tanto el número de socios como el monto del capital habían crecido más rápidamente que en los semestres anteriores. Los socios llegaban a 1.294 y el capital realizado a 477.428 pesos moneda nacional. En este semestre los socios aumentaron en un 23 %, mientras que en los tres semestres anteriores este aumento sólo había sido de un 17 por ciento.
En su sesión del 15 de julio de 1911, el directorio resolvió acordar un préstamo hipotecario a la Cooperativa Obrera de Pan, de Rosario, por valor de 15.300 pesos. Este préstamo fue destinado por esta cooperativa a ampliar su propio edificio y a levantar un préstamo hipotecario contraído con el Banco "El Hogar Argentino". El tipo de amortización e intereses de este préstamo fue fijado por "El Hogar Obrero", de acuerdo a las normas aplicadas corrientemente a sus socios y fue cancelado por la Cooperativa de Pan el 24 de febrero de 1923, sin haber incurrido jamás en suspensión o retardo de los servicios.
La crisis que produjo el estallido de la Primera Guerra Mundial hizo que la entrega de créditos individuales se suspendiera entre los años 1915 y 1930. Para esta nueva serie de créditos la Cooperativa realiza una intensa campaña de difusión de las tipologías de "vivienda compacta".

## Sección Consumo
La idea de crear una sección de consumo anexa a la cooperativa "El Hogar Obrero" surgió a mediados del año 1909. En el acta de la sesión del directorio del 8 de julio de 1909, figura una anotación concebida en estos términos: "Se resuelve incluir en la orden del día de la próxima asamblea ordinaria la proposición de crear una sociedad cooperativa de consumo anexa a esta institución".
Tiempo después, en 1911, el Sr. Cristian Haupt, ofrece a "El Hogar Obrero", por la módica suma de 500 pesos mensuales, un amplio taller de panificación con dos grandes hornos y las principales máquinas para la elaboración mecánica. Este taller estaba situado en la calle México 4041 y tenía, anexas, dos casas. Simultáneamente, se hallaban dispuestos a ingresar a "El Hogar Obrero" los socios de una extinta cooperativa de pan que había funcionado en Barracas. Estas dos circunstancias constituyeron, a juicio del directorio, condiciones favorables para iniciar una sección de panadería destinada al consumo de los socios. Se trataba de un ensayo que no pudo prolongarse por los malos resultados que señaló desde el primer momento, pero que fue importante como enseñanza para evitar futuros errores.
La nueva oportunidad de dar forma práctica a este pensamiento solo se presentaría unos años después, en plena crisis, al terminarse la construcción de la gran vivienda colectiva de calle Martín García, que podía albergar la sección en sus amplios locales de la planta baja, sótano y entrepiso.
El 1 de octubre de 1913 finalmente se abren las puertas del primer almacén en Martín García 471. A partir de allí se iniciaron las ventas en el despacho y la distribución de pedidos en el domicilio de los asociados. Para todo este servicio se disponía de dos empleados y de un repartidor provisto de un carro tirado por uno o dos caballos. En los tres primeros meses de existencia, el almacén solo vendió por valor de 20.000 pesos. Era muy poco, sin duda, y de ello se quejó el presidente Repetto en la memoria correspondiente al ejercicio julio-diciembre de 1913, haciendo notar lo exiguo de esas ventas tratándose de una sociedad que agrupaba ya a 2.740 socios.
Sin embargo, las ventas comenzaron a mejorar paulatinamente y en el segundo semestre del año 1919 las ventas alcanzaron a pesos 288.413, y al comenzar el año 1920 la sola sección consumo era atendida por 35 empleados: 23 almacén, 10 reparto, 2 tienda y mercería. Las oficinas de la administración central eran atendidas entonces por 7 empleados.
La marcha y las concreciones de los primeros años hacían pensar en un segundo almacén. En mayo de 1920, la "Cooperativa de Consumo La Obrera", de Avellaneda, que pasaba por un momento se dificultades económicas, resolvió incorporarse a "El Hogar Obrero". Por aquel entonces no existía un procedimiento legal de integración pero, de todas maneras, los socios de la entidad de Avellaneda pasaron a formar parte de El Hogar Obrero y el almacén que ellos tenían en la calle Ameghino 888, a cargo de Ángel Humberto Mariani cofundador junto a Juan B. Justo y otros, se erigió en 1920 como la Sucursal N.º 1 de la Cooperativa.
La idea de establecer una “Sucursal Central” más accesible que la casa matriz de Martín García y Bolívar para los socios que habitan en la parte norte y oeste de la ciudad, apareció en el seno del directorio a fines del año 1919. Por lo que se decidió buscar un terreno adecuado en las proximidades de la Plaza de Once, por ser el punto donde convergían los trenes del subterráneo y del Ferrocarril Oeste (hoy Sarmiento) y la mayor parte de las grandes líneas de tranvía. Con este local se pretendía incluir artículos de mercería, tienda, sombrerería, zapatería, etc., que por tratarse de artículos que los socios deseaban ver y hasta probarse antes de comprarlos, era indispensable instalar una sucursal en un paraje más o menos céntrico. Este deseo recién podría concretarse el 14 de mayo de 1927, al inaugurarse la nueva Casa de Vivienda Colectiva de Cangallo 2070 (hoy calle Juan D. Perón).
Dado el crecimiento que estaba experimentando la Sección Consumo se hizo sentir la necesidad de que la misma Cooperativa fraccionara o elaborara la mayor cantidad posible de artículos. Así es que en septiembre de 1929 se construyó un galpón de 13 metros por 13 metros, con sótano y dos plantas, donde se envasaba aceite, se tostaba y torrefactaba café, se fabricaba lavandina, etc., utilizándose también como depósito.
Sin embargo, la crisis de 1930 afectó duramente a la Sección Consumo, provocando el cierre de la Sucursal Avellaneda y la reestructuración de la Sucursal Central, resolviéndose eliminar los artículos de señora y niños, especialmente aquellos en que la moda era un factor importante. Esta situación recién comenzó a revertirse con cierta cautela a partir de 1943.

## Modificación del Contexto Nacional

### La Primera Guerra Mundial

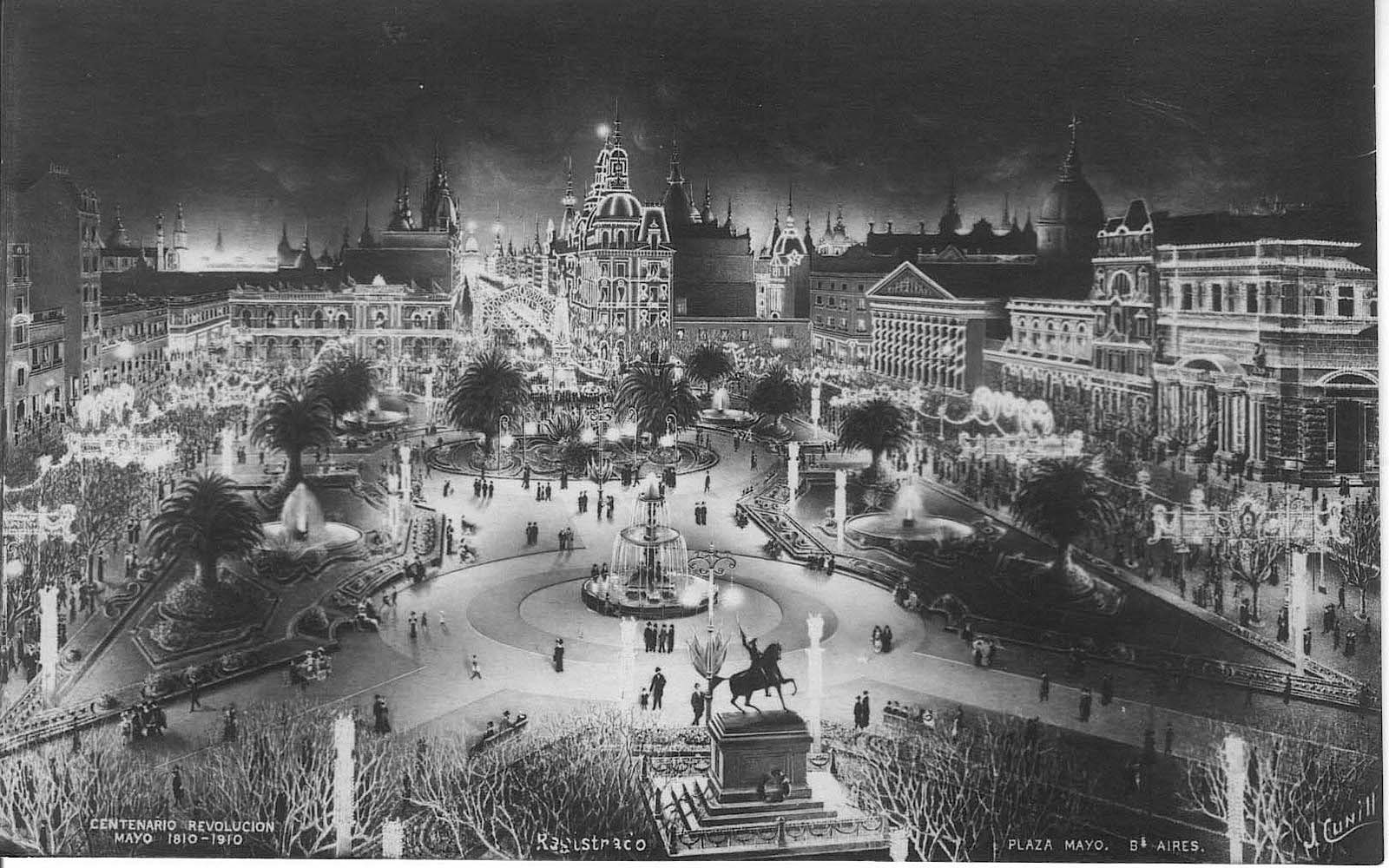
Buenos Aires en los Festejos del Centenario (1910), momento cúlmine del desarrollo que venía experimentando el país desde fines del.

Ya en 1910 Juan B. Justo se quejaba de que algunos socios estaban especulando, revendiendo las casas que habían adquirido o construido a través de la sociedad, en busca de ganancias, lo que ya había sucedido repetidas veces en los pocos años de existencia que tenía la Cooperativa.
Ese año, las actividades económicas del país alcanzaron un punto culminante, comenzando a declinar a partir de 1911, a medida que la demanda de trabajo ya no absorbía el crecimiento de la población obrera. La desocupación había comenzado en 1911 en el gremio de la construcción, debido a la crisis financiera que afectaba tanto al sector público como al privado.
En efecto, el valor anual de la nueva edificación en la ciudad de Buenos Aires descendió de 250 millones de pesos moneda nacional en 1910, a 199 en 1911, a 140 en 1912, a 142 en 1913, reduciéndose a 57 en 1914. Esta crisis de la construcción paralizó en la Capital, a cerca de cuarenta mil trabajadores. En 1914 los desocupados superaron la cifra de 450.000 o sea el 19% de la población trabajadora del país, máximo quizás sin precedente desde 1870 en que la producción y el trabajo comenzaron a desenvolverse con regularidad.
Hasta el estallido de la Gran Guerra europea en 1914, ningún socio de "El Hogar Obrero" había experimentado el menor retardo para retirar su dinero de la sociedad: cualquier solicitud de retiro, por más elevado que fuera su monto, era atendida y despachada en días por el directorio. Pero el estallido de la guerra europea, al repercutir sobre la situación económica de nuestro país, redujo los ingresos de dinero y provocó una especie de pánico entre no pocos socios de "El Hogar Obrero", los cuales se precipitaron sobre la sociedad para retirar la totalidad o gran parte de los fondos que tenían depositados. En presencia de estos hechos, el directorio se vio obligado a abrir un libro a fin de que se inscribieran en él las solicitudes de retiro para ser atendidas por riguroso turno y de acuerdo con los fondos disponibles, tal como lo establecía el estatuto de la sociedad. Fue necesario, sin embargo, establecer una excepción a favor de aquellos socios que habían quedado sin trabajo a consecuencia de la gran crisis aparecida súbitamente al estallar la guerra, excepción que consistió en acordar a los solicitantes de retiro, mientras les llegara el turno, el derecho de retirar mensualmente en artículos de consumo hasta la suma de 50 pesos. Un número considerable de socios solicitantes de retiro se acogió inmediatamente a esta liberalidad del directorio.
Los efectos de la crisis provocada por la guerra se dejaron sentir en la notable desocupación de muchas viviendas y en el descenso del precio de los alquileres. A mediados del año 1915 el directorio rebajó en un 10 % los alquileres de los departamentos de la casa colectiva de Martín García y Bolívar, y dos meses después rebajó también los alquileres de las casas del grupo obrero de Ramos Mejía. En la memoria correspondiente al ejercicio enero-junio de 1915, decía el presidente: "El monto de los ingresos ha experimentado una reducción considerable: de $ 168.495,51 para el ejercicio precedente, ha descendido a $ 69.953,56 para el actual, lo que representa casi una reducción de las dos terceras partes. Los retiros de capital habrían alcanzado a $ 200.000 si la sociedad hubiera podido acordar todos los que le fueron solicitados. La reducción considerable de los ingresos nos obligó a acordar los retiros en el orden en que habían sido solicitados y a medida que se reunían los fondos necesarios, tal como lo establece nuestro estatuto en su artículo 13".
Al iniciarse el año 1915 se comprobó que algunos socios prestatarios habían interrumpido el pago de sus servicios por un plazo mayor del que consentía el reglamento de la sociedad, lo que hizo a esos socios pasibles de una medida extrema. Al finalizar el año mencionado fue necesario ejecutar judicialmente a dos o tres socios que habían interrumpido totalmente sus servicios.
La obligación en que se hallaban los socios de someterse al turno y esperar a que la sociedad dispusiera de fondos libres para poder retirar el haber de sus acciones, puso a la orden del día la práctica de las transferencias: no pudiendo esperar el turno para retirar su dinero, muchos socios transferían parte o todo su haber a la cuenta de otros socios, recibiendo de estos el importe en efectivo. También era frecuente acordar retiros sin turno en artículos de consumo, o para pagar intereses o alquileres adeudados a la sociedad.
El punto crítico de la situación económica se produjo a mediados de 1917. Para aquel entonces el valor anual de la nueva edificación en la ciudad de Buenos Aires se hallaba en 29 millones de pesos moneda nacional.
La conducta observada por los distintos directorios que tuvo la sociedad en este largo período de verdadera corrida, se ajustó estrictamente a los estatutos y trató de conciliar en todos los momentos los intereses del socio con los de la sociedad. Devolviendo en la medida de lo posible, pero devolviendo sin interrupción y hasta el último peso disponible, es como estos distintos directorios afrontaron y resolvieron la crisis de retiros que se prolongó por espacio de unos ocho años.

### Los años 1920

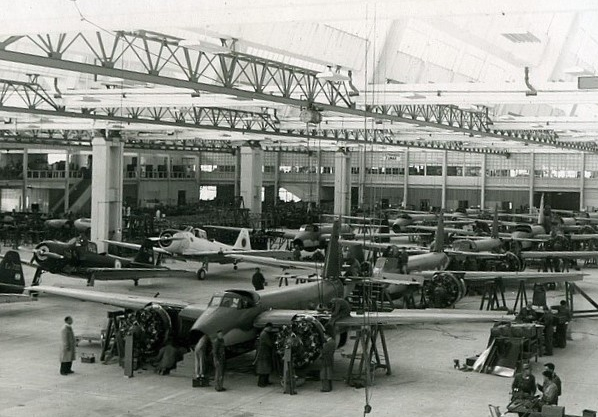
Fábrica Militar de Aviones creada en 1927 (Prov. de Córdoba). Junto a YPF es uno de los primeros símbolos de la industrialización y el nacionalismo económico.

En su empeño por devolver a los socios su dinero, los directores de la cooperativa resolvieron en 1920 destinar a satisfacer las solicitudes de retiro el producto de las ventas de las propiedades de la sociedad, de los alquileres, de las amortizaciones e intereses hipotecarios y los fondos de las acciones ingresados por los socios. Es así que para 1922, la sociedad ya había vuelto a la situación normal de anteguerra.
Poco después, el 1 de junio de 1923, la sociedad ponía en marcha su sistema de “Caja de Ahorro”: se pagaría un 4% de interés para depósitos de un mínimo de 60 días, debiendo capitalizarse los intereses cada seis meses, el 31 de marzo y el 30 de setiembre de cada año; estos depósitos se acreditarían en la libreta del socio, lo mismo que las acciones; a su vez, los retiros se autorizaban en la siguiente forma: hasta 200 pesos a la presentación del pedido, de 200 a 500 pesos con previo aviso de tres días, de 501 pesos para arriba con previo aviso de diez días. Los importes depositados en Caja de Ahorros serían invertidos: el 50% en títulos de renta bien garantizados (cédulas, crédito interno, etc.), el 50 % restante transitoriamente a la devolución de los retiros de capital o a nuevos préstamos para edificación. Los intereses comenzarían a contarse desde el día 16 del mes para los depósitos hechos en la primera quincena, y el día 1 del mes siguiente para los depósitos hechos en la segunda quincena.

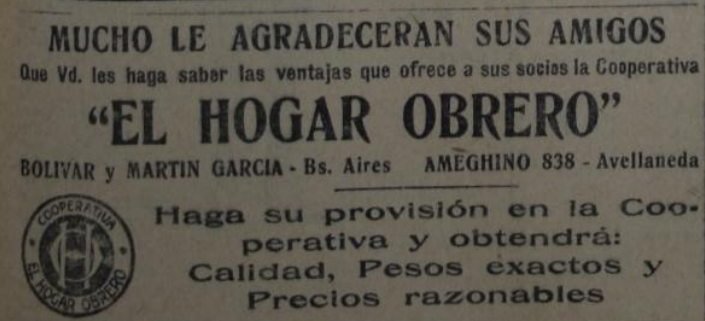
Publicidad de El Hogar Obrero en el diario La Vanguardia del 23 de mayo de 1923.

En su primer mes de funcionamiento, la "Caja de Ahorros" recibió depósitos por valor de $ 12.387,25. En agosto de ese mismo año el directorio resolvió: pasar una nota a las asociaciones obreras invitándolas a depositar sus fondos en la nueva “Caja de Ahorros”. Este llamado no cayó en el vacío y a fines del año 1923 ya depositaban en ella sus fondos una veintena de sociedades obreras, contándose entre ellas la Asociación Obrera de Socorros Mutuos, la Federación Gráfica Bonaerense, la Unión Ferroviaria, la Unión Obreros Municipales, la Unión Sastres y Cortadores, etc. Al finalizar el año 1923 se invierten los fondos de la "Caja de Ahorros" en la adquisición de títulos nacionales de renta y acciones del Banco Popular Argentino, institución bancaria de esencia cooperativa. La cooperativa respondía con todos sus bienes por los depósitos y sus intereses.
Entre los depositantes se destacó la organización de los ferroviarios, cuyos depósitos sumaban, en aquel entonces, más de cien mil pesos. Sin embargo, muchos trabajadores prefirieron seguir llevando sus ahorros a los bancos tradicionales, lo que se tradujo en un lento desarrollo de la Caja de Ahorro de la cooperativa, muy lejano al pretendido por sus fundadores.
Esta sección fue eliminada a raíz de la reforma del estatuto social, al que hubo que encuadrarlo dentro de las normas legales que habían sido modificadas, a causa de la sanción del decreto-ley 20.337, y teniendo en cuenta que las operaciones de carácter bancario estaban permitidas únicamente a las instituciones de esa índole. Así, los titulares de las ex cuentas de ahorro fueron recibiendo el reintegro de sus depósitos a medida que lo fueron solicitando. El ingreso de capitales a la Cooperativa, continuó como hasta ese momento, a través de las cuotas sociales acreditadas por los socios, por las que recibían un beneficio en consonancia con los resultados del ejercicio respectivo.
La prosperidad duraría poco, ya que la crisis económica mundial de 1929, distinta y más grave que las crisis cíclicas anteriores, produjo la quiebra del sistema multilateral de comercio y de pagos y empujó a los gobiernos de Europa y de los Estados Unidos de Norteamérica a la implementación de políticas proteccionistas que cambiarían radicalmente el rol que en materia económica se le había asignado al Estado hasta aquel entonces. Se abandonó el patrón oro, se establecieron controles de cambio y cuotas de importación, se recurrió a la protección arancelaria y se formaron bloques comerciales.
Hasta allí la economía argentina había funcionado de acuerdo con los cánones del mercado libre. Colocado el país a la defensiva por el colapso de la economía mundial, se adoptaron medidas dirigistas de inspiración conservadora primero y popular después. La adhesión a los principios de la economía clásica, cedió ante la necesidad imperiosa de hacer funcionar la economía, amenazada a fondo por la situación mundial.
La crisis mundial y su respuesta –el nacionalismo económico– pusieron en evidencia la debilidad y desprotección de la economía argentina, lo que abrió las puertas a una nueva corriente industrial de sustitución de importaciones. A partir de 1930, los sectores industriales internos, la mano de obra alfabetizada y los mercados urbanos, se conjugaron para impulsar el crecimiento de la industria liviana nacional, que ahora se volvía competitiva.

### La Segunda Guerra Mundial

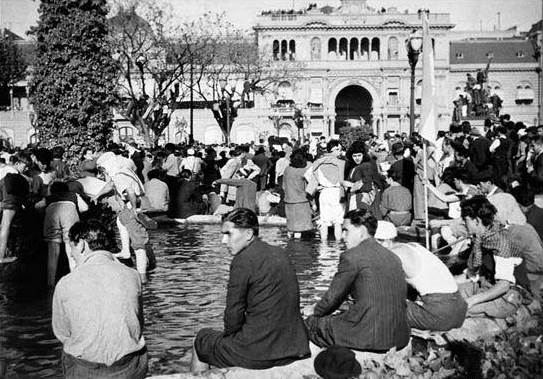
17 de octubre de 1945: es el preanuncio de la "Nueva Argentina", nacional y popular. Fruto de la alianza entre las fuerzas armadas, la clase trabajadora y la nueva burguesía industrial.

Poco después, estallaba la Segunda Guerra Mundial (1939-1945). Casi todos los puertos europeos se cerraron a las exportaciones argentinas y en nuestro país se restringió la importación de insumos indispensables para la industria. Los signos recesivos y la desocupación aparecieron a partir de la segunda mitad de 1940: en 1941 la balanza comercial comenzó a repuntar, dejando un saldo favorable que se mantuvo e incrementó entre 1942 y 1943. Estos saldos, debido a las restricciones impuestas por Inglaterra al uso de divisas para adquisiciones fuera del área de la libra esterlina, fueron aumentando las reservas argentinas bloqueadas en Londres y sirvieron luego, para negociar y financiar aspectos de la política de nacionalizaciones.
Desde el gobierno peronista se alentó una vigorosa sustitución de importaciones y la expansión industrial fue más rigurosa y acelerada que en otros períodos. Comenzó a hacerse notoria la presencia de la industria metalúrgica y su crecimiento rápido en relación con el de los otros sectores que tendían hacia el estancamiento.
La industria liviana creció rápidamente alrededor de una gran cantidad de establecimientos medianos y pequeños y el sector público los incentivó mediante el empleo de instrumentos económicos y financieros: impuestos, aranceles, tipos de cambio, regulación de las inversiones extranjeras, leyes comerciales y laborales y control sobre la oferta de crédito. Los bancos del sector público lograron una posición que oscilaba en el 50% de los depósitos del sistema. El Estado nacional adquirió la propiedad y controló sectores clave de la economía como ser los ferrocarriles, la electricidad, el transporte aéreo y marítimo, el gas, el petróleo, los oleoductos, la refinación y la siderurgia.
El crecimiento urbano del país se vio reforzado por una migración interna desde los campos hacia las áreas urbanas y el mercado de trabajo también cambió sustancialmente al generalizarse la práctica de las negociaciones colectivas entre empleadores y obreros para establecer condiciones de trabajo y salarios, cuando no se recurría a la fijación coactiva de los mismos por el Estado.

### El Peronismo
En 1948, durante el primer gobierno de Juan Domingo Perón, se pone en vigencia la Ley de Propiedad Horizontal, que permitía que cada unidad de vivienda tuviera su propio dueño, ya que, hasta entonces, cada edificio era propiedad de una sola persona y la construcción de edificios de vivienda en altura tenía un único destino: la renta o locación inmueble. Los edificios de renta como así se los llamaba comúnmente construyeron la base de lo que hoy es la fisonomía de Buenos Aires.
Como consecuencia de la nueva Ley, la Cooperativa El Hogar Obrero comienza a construir el edificio de viviendas más ambicioso programado hasta entonces. Vladimir Constantinowsky, arquitecto odessano conocido en la Argentina como Wladimiro Acosta, y Fermín Bereterbide, un experimentado arquitecto y militante socialista, se asociaron para diseñar el edificio “Nicolás Repetto”, una mole de cerca de 270 viviendas, con una enorme proveeduría, comedor comunitario, lavadero mecánico, calefacción por piso radiante, agua caliente y refrigeración central, ocho ascensores e incineradores entre otros servicios. Su diseño estaba inspirado en las grandes utopías habitacionales, de los años 1920 y 1930, basadas en la construcción de bloques autosuficientes que contaran con todo lo necesario en diferentes niveles de altura.
Simultáneamente, el gobierno peronista inició un vasto plan de vivienda oficial concentrado en el estilo “chalé” (ver Ciudad Evita) como modelo de vivienda individual o el siedlungen (Barrio Los Perales) como modelo de vivienda colectiva, ambos de carácter suburbano. El cooperativismo socialista mantuvo cierta autonomía durante estos años y no fue absorbido por el envión justicialista, como sí lo fueron las organizaciones obreras, principalmente los sindicatos.

## Los Supercoop
En la Argentina, como en Europa y los Estados Unidos, tras la Segunda Guerra Mundial, la etapa del capitalismo liberal cedió paso a una era de capitalismo reglamentarista.
En este nuevo contexto nacional, el “El Hogar Obrero” se relanzó a la operatoria en gran escala ya que la evolución de la economía nacional ahora lo hacía posible. Para ello debía actuar en consonancia con las exigencias y las posibilidades del mercado, tomando de las empresas capitalistas las técnicas más modernas de comercialización, aprovechando las ventajas de una economía urbana de escala.
Ya por aquel entonces era conocida la importancia del supermercado en los Estados Unidos y en los países europeos. Este sistema permitía obtener las ventajas de la operación en escala y presuponía la existencia de una fuerte industria del frío, transportes abundantes y eficientes, y un desenvolvimiento activo de las técnicas para empaquetar los productos y para el control administrativo de gestión.
En 1955, año del golpe de Estado, con muchas dificultades y trabas, la Cooperativa Obrera logra terminar de construir sobre la calle Rivadavia 5100, en Primera Junta (Barrio de Caballito), el gigantesco edificio de 24 pisos, donde había proyectado centralizar la parte administrativa de la entidad, constituyéndose a partir de entonces en la Casa Central de la misma. Los departamentos se alquilan a 240 familias.
En la planta baja del edificio se decide montar un gran negocio que abarca todos los rubros posibles, incluyendo el sector alimenticios y afines, que se instala por el nuevo sistema de autoservicio, no así el resto de los rubros que se exhiben y venden por el sistema tradicional de negocios departamentales.
A partir de ese momento la institución se incorpora a la historia del supermercadismo con técnicas operativas que revolucionan el sector comercial, reemplazando al clásico almacén de barrio. Cabe recordar que el auge de los supermercados privados recién tendría lugar en la Argentina de los años 1980.
En diciembre de 1966 se inauguró un nuevo supermercado en Remedios de Escalada y el 28 de julio de 1970, habiéndose terminado un amplio primer sector de vivienda del proyecto “Barrio Autopista”, la entidad procedió a inaugurar el supermercado, cuya superficie útil ocupaba seis mil metros cuadrados. Funcionaban en el mismo las secciones de tienda, perfumería, artículos del hogar, farmacia, óptica y oficinas de administración.
Poco después, el 30 de julio de 1971, fruto de diversas modificaciones realizadas al “Edificio Juan B. Justo” (ex edificio Martín García), se le incorporó al mismo un nuevo supermercado que reemplazó al almacén cooperativo de 1913.
Por aquel entonces, los almacenes y supermercados de la cooperativa siempre eran llamados "El Hogar Obrero" hasta que alguien propuso bautizarlos con un nombre de fantasía propio. El “Supercoop”, recién fue registrado a partir del año 1972. Sin embargo, la entidad aún seguía siendo considerada metropolitana ya que operaba exclusivamente en Capital y el Gran Buenos Aires con solo tres sucursales en el interior de la provincia: La Plata, Junín y Mar del Plata, todas por integración. Por entonces la entidad poseía 1000 empleados.
Sin embargo, la marcha y las experiencias en la atención de esas bocas cercanas inspiró a la institución para encarar una nueva experiencia: el nacimiento de la cooperativa nacional. El primer local se abre en la ciudad de Rosario el 5 de diciembre de 1975 siendo este el primer supermercado que se inaugura por autodecisión.
En 1976 la entidad ya contaba con 2100 empleados, muchos de los cuales con una antigüedad superior a los 20 años. Todas las disposiciones legales en cuanto a la jornada de trabajo, vacaciones y su retribución se cumplían estrictamente, siendo esta superior a la establecida por los convenios laborales.
Para 1983 El Hogar Obrero poseía más de 200.000 socios, 135 sedes y 6.000 empleados. Dos años después, en su Memoria y Balance se registra un crecimiento de 37 supermercados en un año.
Para fines de los años 1980 El Hogar Obrero decide comprar cuatro supermercados “Bambi” que dejaban de operar como tales en Córdoba. Un hombre de entera confianza es trasladado a esa ciudad y al cabo de cinco años de labor deja como saldo 25 supermercados distribuidos en la provincia y otros 25 en la ciudad capital, lo que hace que en ese lapso creciera diez veces sólo en Córdoba a un promedio de diez supermercados por año. Para 1988 en la ciudad de Rosario se habían inaugurado 14 sucursales de la entidad.
En los primeros días de diciembre de 2024 diversos medios dan cuenta de la reapertura de la cadena Supercoop, inaugurando un primer local comercial, operado en colaboración con Cooperativa Obrera, el cual está siendo acondicionado para la inauguración estimada al día 17 de diciembre de 2024. Esta nueva versión de la cadena Supercoop significa también el ingreso comercial de Cooperativa Obrera en Capital Federal. Cabe destacar que el local comercial en cuestión fue ocupado por un antiguo Supercoop previo a la debacle que sufrió la cooperativa. Este local se encuentra en avenida Independencia 456.
Medios de prensa dan cuenta del resurgimiento del supermercado cooperativo: https://www.elmiercolesdigital.com.ar/reabre-supercoop-el-primer-supermercado-cooperativo-creado-por-el-hogar-obrero/

## La producción industrial
Este rápido crecimiento de los Supercoop impulsó a que la cooperativa estableciera industrias propias. Por un lado, la principal razón se basada en los principios que sustentaban a la entidad en su propósito de evitar escalas intermedias entre productores y consumidores. Por otra parte, con esta medida se lograría ofrecer a los asociados un abastecimiento regular sin períodos parciales o totales de falta de mercadería. Por aquel entonces, también se esgrime una política de defensa al consumidor, protegiéndolo de los mercados negros o las alzas injustificadas de precios.
Es así que la Cooperativa incursionó en la producción de panificados, a través de CRAINSA S.A., contando para ello con once plantas propias ubicadas en el Gran Buenos Aires y Berisso. En cuanto a los cítricos en el Paraje Las Tejas, Departamento de Concordia (Entre Ríos) la entidad realizó la operación de la planta de empaque de cítricos. Poseía líneas de clasificación de tamaños y lustrado de frutos, los que eran despachados, superando los 133.000 cajones anuales en las distintas variedades. También contaba con una planta de empaque en 25 de Mayo, la que procesaba 2.500.000 kilos entre manzanas, peras y frutas de carozo.
En la ciudad de Lanús la Cooperativa tenía instalada una planta automática para la producción de pastas secas y frescas. Respecto al arroz, se logró asegurar el abastecimiento del mismo mediante la compra directa a los productores arroceros. Además, la entidad poseía granjas propias, las que eran alimentadas con inversiones periódicas y distribución con marca propia, Sapra.
Dos plantas industriales como HASINDAL S.A., estaban ubicadas en Hilario Ascasubi y General Roca (Río Negro). Las mismas estaban abocadas a la elaboración de conservas vegetales, siendo los tomates la principal producción.
En Brandsen había una Usina Láctea -Lácteos del Plata S.A.- la que en ocasión del 80.º aniversario de la Cooperativa El Hogar Obrero se extendió con nuevas instalaciones en Gral. Pico (La Pampa) siendo comercializados los productos con la marca PlATALAC.
La industria frigorífica había alcanzado cifras relevantes: había un frigorífico en Huinca Renancó (Pcia. de Córdoba) y un establecimiento complementario abocado al deporte y despacho a las sedes localizado en Pacheco. Allí mismo se elaboraban las hamburguesas, chacinados y fiambres que se comercializaban con las marcas propias Coop y Huinca Renancó.
Otra de las innovaciones, implementada a manera de prueba piloto, fueron las rotiserías instaladas en las distintas sedes de Capital (en quince barrios). En el interior, en las provincias de Córdoba, Buenos Aires (Mar del Plata) y Santa Fe, y doce en el conurbano bonaerense. La cooperativa operó con depósitos regionales que crecían año tras año debido a la diversificación de la mercadería.

## La tarjeta magnética de previsión
A principios de los años 1980 se comenzó a extender el uso de las tarjetas de crédito en la Argentina, aunque solamente para ciudadanos de altos ingresos.
Si bien el Hogar Obrero lanzó su propia tarjeta de adquisición por crédito para sus asociados, la misma exceptuaba los artículos de almacén, por considerar que, por causa de la inflación, los usuarios de las tarjetas de crédito subsidiarían sus compras a través de los no usuarios. Es decir que el desarrollo del sistema, tal como era conocido en otras partes del mundo pero con la inflación argentina, promovería una redistribución regresiva del ingreso.
Por lo tanto, la "tarjeta de Crédito" de la Cooperativa, no fue más que una libreta de papel que para obtenerla los asociados debían llenar una solicitud en la administración respectiva; el trámite era rápido pero dependía de las garantías que presentara el socio. Una vez obtenida, la tarjeta se utilizaba como medio de pago y mensualmente, el titular debía concurrir a la sucursal que la otorgó a retirar el resumen de cuenta. Con el mismo, una vez abonados los servicios se habilitaría la tarjeta para un nuevo período.
Mientras tanto, la entidad trabajaba en una alternativa factible que atendiera principalmente a dos objetivos:
1) Debería ser universal. Es decir, no restringido a quienes estuvieran por encima de un cierto nivel de propiedad o ingreso.
2) Debería ser justo. Es decir que, aun sin limitaciones para adherir a él, los no adherentes no tuvieran que subvencionar a los adherentes.
Cuando se precisaron claramente los objetivos que debía satisfacer el "medio de pago" a desarrollar, la Cooperativa inició las averiguaciones entre proveedores internacionales de computación y electrónica en busca de equipos que los cumplieran. Sin embargo, por el elevado costo de solicitar un producto no estandarizado, se optó por afrontarlo plenamente trabajando sobre diseños propios y a través de una empresa electrónica nacional. Simultáneamente -entre fines de 1983 y principios de 1984- los proveedores internacionales anunciaban instalaciones de semejantes características funcionando exitosamente -aunque aún a modo experimental y promocional- en algunas ciudades de Bélgica, Francia y EE. UU.
Como resultado de esta búsqueda emprendida por El Hogar Obrero surge la "Tarjeta de Previsión Para Consumo". Mediante la misma los asociados depositarían en su cuenta el dinero que previsionaban para sus gastos del mes y efectuaban sus pagos a medida que necesitaban adquirir nuevos productos. Durante el tiempo que no utilizaran sus fondos, los asociados recibirían un estímulo similar al de la cuenta especial de crédito recíproco, pudiendo efectuar cuantos pagos quisieran y aún retirar en efectivo lo que no necesitaran para adquirir.
Por sus características, la Tarjeta de Previsión era accesible a todos, ya que no requería el depósito de montos mínimos ni requisitos de responsabilidad patrimonial.
Las nuevas tarjetas que El Hogar Obrero puso en circulación para compras por Previsión o por Crédito poseían una banda magnética al dorso que permitía registrar información. En dicha banda se grabarían inicialmente datos tales como el número de cuenta, la fecha de validez, etcétera. Además, se registraba una clave imprescindible para operar con la tarjeta, que solo conocería el asociado.
La administración y los sectores de consumo poseían cajas registradoras especiales, capaces de leer la información de la banda y también grabar nuevos datos en la misma.
Estas cajas tendrían un teclado numérico especial para que los asociados ingresaran con total privacidad su clave secreta. Los primeros prototipos de caja registradora para el nuevo sistema estuvieron funcionando con éxito en Bernal y Avellaneda a mediados del año 1984.
El sistema T.M.P. (Tarjeta Magnética Previsión) fue publicitado como un sencillo y seguro medio de pago, que actuaba como extensión de la Cuenta Especial de Crédito Reciproco de la Asociación Mutual "El Hogar Obrero" y de los diversos sistemas de crédito que ella ofrecía.

## Los "Shopping Center"

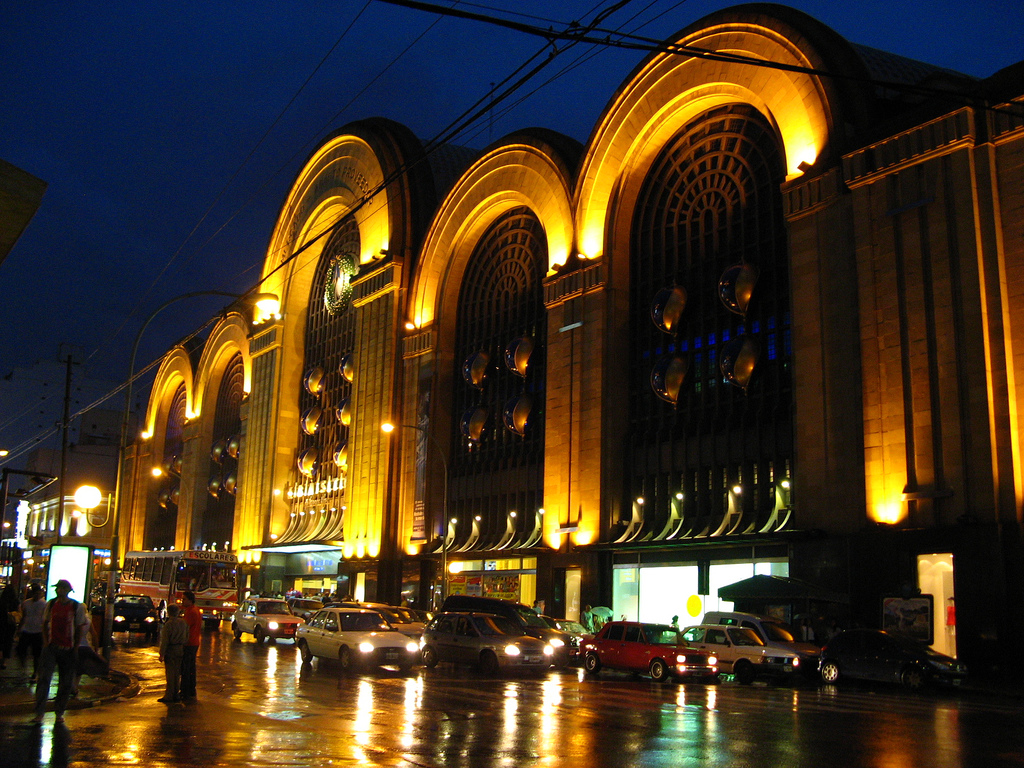
El proyecto de un "Shopping Center" en el Mercado de Abasto fue impulsado por EHO en 1986, sin embargo, su posterior insolvencia le impidió proseguir con el emprendimiento.

En los inicios de la recuperación democrática, en 1983, El Hogar Obrero fue una de las primeras empresas que encaró una política de emprendimientos dirigida a ingresar en ese nuevo rubro de la distribución comercial denominado “Shopping Center”. Tras la gran expansión de los Supercoops, ahora se esperaba una nueva etapa de crecimiento de la entidad basada en este tipo de emprendimiento. Hasta aquel entonces, las innumerables bocas de expendio de El Hogar Obrero diferían entre sí en cuanto a nucleamiento de rubros, ya que había supermercados con venta exclusiva de alimenticios y afines, otros con el sector de venta de electrodomésticos e incluso las de mayor metraje incluían comedores, pero siempre se conjugaba un denominador común: sin lujos y sin ostentaciones. La inquietud de acompañar estos nuevos cánones de comercialización se puso de manifiesto en el flamante centro comercial Supercoop en Retiro, que nucleó a locales que comercializaban distintos rubros conformando un verdadero "Shopping Center" que fuera inaugurado a fines de 1987.
La incursión de la Cooperativa en este rubro se tornaba en un punto desconcertante en cuanto a la identidad social de la institución: Mientras se indicaba que los principales destinatarios de la Cooperativa eran los "sectores populares" y "las capas medias", la entidad decide volcar fuertes inversiones hacia los Shopping Center, un tipo de emprendimiento que, en el imaginario público, se asociaba a un sector de la población con alta capacidad de consumo como efecto de la globalización y del neoliberalismo. [cita requerida]
Ya a principios de 1986, El Hogar Obrero suscribe con los propietarios de Mercado Ciudad de Buenos Aires S.R.L. un contrato de locación por el término de 10 años, por el cual se comprometen a reciclar el viejo edificio del Abasto Proveedor para instalar allí un nuevo Shopping Center, aunque conservando las características arquitectónicas originales. Posteriormente, la Cooperativa adquirió el 50% del capital social de la empresa locadora, convirtiéndose en copropietaria del viejo mercado. La memoria de EHO correspondiente a julio de 1986 registra el inicio de este emprendimiento. El proyecto estuvo listo en septiembre de 1986 y obtuvo la aprobación municipal.
En mayo de 1987 también comenzarían las obras del Centro Integral de Consumo “Spinetto”, que una vez concluido totalizaría más de 45 mil metros cuadrados cubiertos. El nuevo edificio también operaría como Shopping Center donde se nuclearían negocios para la venta de especialidades, tradición indiscutida de ese mercado. Su inauguración se estimaba para el año 1988, fecha en que la Cooperativa celebraría su 83.er aniversario.
Para el proyecto Spinetto se contrató a la consultora especializada Interterra, a quien se encargó la comercialización. También se amplió la sección de Construcciones de la Cooperativa, poniendo al frente de esta división al Arq. Alfredo E. Iglesias, quien tuvo a su cargo la dirección de los proyectos de reciclaje y diseño. La obra fue concluida completamente hacia mediados de 1988, retrasándose, según fuentes de la Cooperativa, por la tardía decisión de varios locatarios para instalarse en el complejo (cfr. Memoria y Balance del Ejercicio Social de julio de 1989). La fecha de inauguración al público tuvo lugar el 10 de noviembre de ese año.
La envergadura del proyecto del Mercado de Abasto y el monto de inversiones requeridas, determinó su postergación hasta después de que el Spinetto se encontrara en funcionamiento.[cita requerida]
En marzo de 1989, El Hogar Obrero obtuvo la aprobación del proyecto de remodelación del Mercado de Abasto (Memoria y Balance del Ejercicio Social de julio de 1989). La misma memoria da cuenta de la puesta en marcha del plan de comercialización del Shopping: la redacción de Reglamentos, la determinación de superficies y perímetros de locales comerciales, la planificación de sectores internos según usos y funciones. A lo largo de ese año se avanzaron las obras y se gestionaron distintos permisos con la Municipalidad y un convenio con Subterráneos de Buenos Aires para lograr la vinculación de la Estación Carlos Gardel con el edificio.
El complejo del Abasto estaría compuesto por tres edificios, el mercado nuevo (Corrientes entre Agüero y Anchorena); el mercado viejo, separado del anterior por una plaza seca y el edificio destinado a estacionamiento en la manzana anexa. En el segundo (mercado viejo) se alojaría el hipermercado (6500 metros cuadrados), en tanto el primer edificio reuniría 52.200 metros cuadrados distribuidos en cuatro niveles, tres de ellos afectados a centro de compras y uno a exposiciones y eventos culturales. Hasta febrero de 1991, se habían invertido 40 millones de dólares, y se estimaba en otros 40 millones el monto requerido para la terminación de la obra, que quedó paralizada. La crisis sufrida por la entidad haría que la incursión de El Hogar Obrero en el rubro de los Shopping Center quedara en la historia como un hecho marginal o anecdótico, sin profundización.[cita requerida]

## La debacle
Como consecuencia del contexto hiperinflacionario que asoló a la Argentina a fines de los años 1980, El Hogar Obrero fue incrementando sus pasivos, financiándose principalmente con los depósitos a término de sus asociados. Para aquel entonces, el conjunto económico de la entidad pagaba mensualmente en el orden de U$S 5.000.000 en concepto de remuneraciones y cargas sociales.
Era realmente un gran emporio socioeconómico, financiado íntegramente con los ahorros de sus asociados, con las ventas de los productos y con la prestación de servicios ofrecidos por sus diferentes empresas.
Para mediados de 1989 la situación de la cooperativa, pese a haber atravesado un contexto de crisis, era aún sostenible. Había quedado atrás la hiperinflación del gobierno radical y un informe interno daba cuenta de “una relativa normalización de precios y abastecimiento”. Por entonces El Hogar Obrero tenía invertidos en depósitos bancarios, con vencimiento a diciembre de ese año, unos 10 millones de dólares. Pero la situación del país volvió a empeorar rápidamente y a fines de 1989 el gobierno nacional, cuyo ministro de Economía era el Dr. Erman González, decidió confiscar los depósitos bancarios a plazo fijo de los particulares, entregando a cambio los denominados "BONEX 89" a 10 años de plazo. Esto hizo que los depositantes de los bancos y entidades financieras vieran convertido su dinero en títulos, cuyo valor inicial de cotización era inferior al 30 por ciento. Por el contrario, la cooperativa efectuó el reembolso en efectivo a sus asociados del 100 por ciento del capital más sus intereses. El pánico ganó a los ahorristas y la mitad de ellos acudió a retirar sus depósitos.
El Hogar Obrero se encontró así sometido a una pronunciada iliquidez financiera originada por la excesiva extracción de fondos de sus depositantes y la confiscación por el gobierno de sus propios fondos depositados en los bancos. Sin embargo, la entidad decidió sacrificar su tenencia de 10 millones de dólares en BONEX, malvendiéndolos al 27 % para disponer de dinero efectivo y así satisfacer los apremiantes requerimientos de extracción de fondos exigidos por los depositantes de ahorro a término.
La Cooperativa El Hogar Obrero tenía casi un siglo de historia, y una reputación de estabilidad. Bastaba repasar sus números de finales de 1990 para ratificar ese pensamiento: contaba con 1.900.000 asociados, 220.000 ahorristas, facturaba bienes y servicios por 500 millones de dólares, ocupaba el sexto lugar en el ranking de las empresas de comercio y servicios después de cinco empresas públicas que luego fueron privatizadas (YPF, ENTEL, SEGBA, Gas del Estado y Ferrocarriles Argentinos), daba trabajo a más de 13.500 personas, tenía la mayor cadena de comercialización de productos para el consumo familiar (con más de 300 locales) y a través de sus propios recursos y con sus propios equipos técnicos, había construido directamente alrededor de 5.000 viviendas familiares y otorgado más de 35.000 créditos hipotecarios a sus asociados destinados a la construcción, refacción o compra de unidades de vivienda. Este era un inmenso emporio socioeconómico que atendía las necesidades de casi dos millones de asociados.
En este sentido, muchos de los proyectos emprendidos aparentaban una sobre expansión. Lo que estaba fallando era el terreno de sustentación de las actividades económicas en general, y por ello se presentaban como afectados en forma contundente y visible la cadena de supermercados Supercoop y, más acentuadamente, el "Centro Integral de Compras" (Shopping Center) articulado sobre las estructuras remozadas del ex mercado Spinetto.
Los proveedores se volvieron reticentes a seguir entregando mercancías ante la situación financiera de la Cooperativa. Las góndolas semivacías de los Supercoop eran un signo impactante de una crisis que, más allá de El Hogar Obrero, era reflejo de un fracaso general a nivel país.
La reestructuración del Mercado de Abasto para transformarlo en un centro cultural y comercial multifacético era otra de las iniciativas que se hallaba frenada y que muy difícilmente podría retomarse en el corto plazo.
La venta de los BONEX 89 no resultó suficiente y El Hogar Obrero decidió recurrir a un préstamo bancario. Así, a mediados de mayo de 1990, la entidad obtuvo el auxilio del Banco de la Nación Argentina contra la garantía hipotecaria de sus principales activos valuados en 75 millones U$S. En número gruesos, EHO recibió del BNA aproximadamente 7,5 millones de dólares y logró devolver aproximadamente 3,2 MU$S en los meses subsiguientes.
Con las devaluaciones de fines de enero y principios de febrero de 1991 se entorpeció el abastecimiento de los locales, se creó una ola de rumores y nuevamente se produjo una fuerte demanda de reembolsos por parte de los asociados. En esos difíciles momentos, en los que estaban en juego la supervivencia de El Hogar Obrero y los depósitos de sus asociados, sus directivos gestionaron, ante las entidades bancarias y ante las autoridades económicas nacionales un préstamo puente de 20 millones de dólares que sería garantizado con importantes activos societarios, con el cual se pretendía regularizar toda la situación financiera.
Mientras tanto, la entidad decidió posponer provisoriamente el retiro y recepción de depósitos por el término de 35 días, contados a partir del 25 de febrero de 1991. Más allá de esto, la suspensión no solucionaría el problema ya que los intentos de obtener un préstamo habían fracasado.
El Banco Central podría haber ayudado a la entidad, pero decidió dejarla caer pese al impacto que sufrirían sus 227.000 acreedores. El ministro de Economía, Domingo Cavallo tenía que dar una señal fuerte al mercado de que no habría una nueva expansión monetaria.
El flamante ministro se había instalado en el Palacio de Hacienda a fines de enero y rápidamente había impuesto el sistema de bandas cambiarias. Para que ese modelo funcionara, el Central tenía que mostrar fortaleza, de modo que el mercado no pudiera torcerle el brazo y así forzar devaluaciones, como en otras ocasiones.
Por entonces, los activos físicos de El Hogar Obrero eran de aproximadamente 550 millones de pesos y sus pasivos de corto plazo no superaban los 50 millones, suma equivalente al nivel mensual de ventas del conjunto de los locales de la cadena Supercoop.

## El concurso de acreedores

### La Cesación de Pagos
La Cooperativa entró en cesación de pagos y el 7 de marzo de 1991 decidió presentarse judicialmente en “Concurso de Acreedores”, única opción prevista en el Código de Comercio para evitar su quiebra y para así preservar los derechos de sus asociados y de sus acreedores, incluyéndose entre estos últimos a sus depositantes. Además, para aquel entonces la entidad también mantenía una deuda con el Banco de la Nación Argentina, que a causa de los intereses ya ascendía a 15 MU$S.
En la historia de la justicia comercial argentina, el Concurso de Acreedores de EHO fue el de mayor magnitud y repercusión social por la cantidad de acreedores verificados (aproximadamente 200.000), por el volumen de sus pasivos (alrededor de 438 millones de dólares), por el fuerte impacto negativo en las industrias, en los productores primarios y en los abastecedores de los varios cientos de productos que eran vendidos en los locales de la cadena Supercoop, y también produjo un fuerte impacto negativo en el ámbito laboral por la suspensión de varios miles de puestos de trabajo.
Sin salvataje económico el Hogar Obrero se vio acosado por los numerosos pedidos de quiebra provenientes de sus acreedores privilegiados: a) los ex - trabajadores que se consideraron despedidos cuando en 1991 se paralizaron los servicios prestados por EHO como consecuencia de su presentación en Concurso de Acreedores, y b) los fiscos provinciales y municipales por las deudas acumuladas a partir de ese mismo año. Si alguno de estos pedidos de quiebra no era atendido en tiempo y en forma por El Hogar Obrero dentro de los plazos establecidos por el Juez del Concurso, este decretaría la quiebra de la Cooperativa.

### Los TIPHOGAR
En noviembre de 1991 se renovó totalmente el Consejo de Administración de la Cooperativa y, con el acuerdo del Juez del Concurso, se pusieron en marcha las empresas vinculadas. Con respecto a los locales de la cadena Supercoop, se abrieron algunos de ellos, se concesionaron o alquilaron otros y los restantes se cerraron definitivamente. En junio de 1992, se realizó la Junta de Acreedores que, con las máximas mayorías previstas en la ley 19.551, aprobó la propuesta de pago presentada por EHO consistente en pagar la totalidad de la deuda mediante la entrega de "Títulos Patrimoniales El Hogar Obrero" (TIPHOGAR) garantizados con un fideicomiso integrado por un conjunto de activos por igual valor. Se estableció que la equivalencia de 1 TIPHOGAR era igual a 1 peso o 1 dólar de la deuda verificada.
El Hogar Obrero entregó los TIPHOGAR y los bienes de garantía al Banco de la Ciudad de Buenos Aires, que fue nominado como Banco Administrador Fiduciario (BAF), con el triple encargo de: a) entregar los TIPHOGAR a los acreedores verificados, b) vender los bienes afectados mediante remate por licitación pública y c) al concluir las ventas de dichos bienes, distribuir el producido ("dividendo concursal") entre los poseedores de TIPHOGAR. La acción del BAF quedaba así en la órbita del Juzgado Comercial competente y bajo la estricta vigilancia de la Sindicatura Concursal. Esta solución constituyó una experiencia inédita para un Concurso de Acreedores.
Los TIPHOGAR eran Títulos Comerciales Al Portador (No Bonos) que fueron utilizados hasta el 24/03/94 para pagar hasta el 80 % del precio de compra de vehículos y bienes inmuebles (departamentos, locales comerciales, depósitos, etc.) afectados al pago de las deudas quirografarias, privilegiadas y postconcursales y también para comprar mercaderías de consumo, en los pocos locales de la excadena SUPERCOOP que operaron entre los años 1992 y 1994.
Cada poseedor de TIPHOGAR los utilizó en la forma que consideró más conveniente. Algunos pagaron parte de las compras de mercaderías en los SUPERCOOP (al 100 % de su valor nominal), otros los vendieron al 100% en dólares a cobrar en 8 cuotas anuales, otros los canjearon por acciones de la empresa SAMAP que cotizaba en la Bolsa de Comercio de Buenos Aires, otros los vendieron a un porcentaje menor al 100% de su valor nominal a compradores de los bienes afectados al cumplimiento del Concurso, muchos otros que tenían hasta 500 TIPHOGAR pudieron vender, entre noviembre de 1992 y agosto de 1993, hasta 200 TIPHOGAR al 100% de su valor y, en fin, muchos otros se quedaron con los títulos en su poder.
Después del 24 de marzo de 1994, y según lo establecido en el Acuerdo Concursal homologado, los TIPHOGAR solo servían para cobrar el "dividendo concursal" en el BAF cuando este terminara de vender los bienes afectados a los TIPHOGAR. Por lo tanto, se producía la caducidad de los derechos de los TIPHOGAR para ser utilizados en la compra de los bienes del fideicomiso.
Según lo previsto, el Tribunal debía ordenar al BAF la "liquidación de inmediato y en efectivo" de todos los bienes remanentes del activo afectado y ordenar ulteriormente, el pago a los poseedores de TIPHOGAR del "dividendo concursal" que era el cociente entre los ingresos netos por las ventas de esos bienes dividido por la cantidad de TIPHOGAR en circulación al 24/03/94, que a esa fecha, según estimación del BAF, representaba aproximadamente el 47 % de los TIPHOGAR entregados a los acreedores quirografarios verificados. Se deduce entonces que hasta esa fecha, las distintas modalidades autorizadas por el acuerdo concursal permitieron que el BAF absorbiera casi el 53 % de los TIPHOGAR entregados.
Lamentablemente, después de seis meses de oferta pública (entre el 30-03-95 y el 29-09-95), el BAF no registró ninguna oferta de compra, debido entre otros factores, a la aguda recesión imperante en esos momentos y a la exigencia judicial de pago al contado.
Las múltiples trabas a las liquidaciones previstas en el acuerdo provocaron que los valores de los bienes puestos en contrapartida de los TIPHOGAR se fueran deteriorando con el tiempo, por lo que el "dividendo concursal" ya sería sustancialmente inferior al 100 % original.
Por su parte, en el período 1993-2000, El Hogar Obrero le pagó al Banco de la Nación Argentina aproximadamente 11,1 MU$S. Sin embargo no se logró cancelar la deuda y esta siguió creciendo.
El 28 de diciembre de 1995, para desgracia de los acreedores y asociados de El Hogar Obrero, el Juez del Concurso decretó la "quiebra de oficio" de la entidad a raíz de una demanda de pago de aproximadamente $ 20.000 propiciada por un extrabajador de la Cooperativa. La resolución judicial de quiebra anuló todo el proceso concursal, eliminó los derechos de los poseedores de TIPHOGAR a percibir el "dividendo concursal" de la venta de los bienes afectados específicamente a tal fin. Sin embargo, poco después el Juez dictó el levantamiento de la quiebra y pudieron reanudarse las ventas. Más allá de esto, El Hogar Obrero pasó los años siguientes jaqueado por las sentencias que lo colocaban permanentemente al borde de la resolución de quiebra ante la imposibilidad de disponer de las sumas líquidas exigidas. Por aquel entonces, la entidad cooperativa ocupaba el primer lugar en el ranking de las empresas del sector privado con mayor cantidad de juicios laborales. El Hogar Obrero tenía casi 1800 juicios que involucraban a casi 2300 actores.

### La Intervención Judicial
El proceso judicial continuo con sus altibajos, hasta que el 2 de diciembre de 2003 la jueza Villanueva del Juzgado Nacional de Comercio, interinamente a cargo del Juzgado Nacional de Comercio N.º 17, decidió instaurar una Administración Judicial para la Cooperativa, designando como administradores a los Dres. José Antonio Iglesias y Mario Jasatzky.
En su decisión de intervenir la Cooperativa, la jueza argumentaba que ya habían pasado casi 13 años del Concurso de Acreedores y que no estaban a la vista medidas conducentes a efectivizar el pago a los deudores quirografarios que aún aguardaban el cobro de sus Tiphogar. Según Villanueva, la deudora declamaba continuamente su intención de pagar, sin concretar nada en los hechos. Además, la entidad había incumplido la orden del Tribunal de transferir todos los bienes afectados a dicho pago a un fideicomiso. Dicho incumplimiento dejaba los bienes a merced de cualquier otro acreedor de la concursada. Ello, sin contar que, de sobrevenir la quiebra, los acreedores concordatarios no podrían esgrimir ninguna preferencia sobre esos bienes.
La jueza también esgrimía que el informe producido por los veedores designados en la causa revelaba que la concursada transitaba por una situación económica gravemente comprometida.
Derivado de todo lo expuesto, Villanueva resolvía que el acuerdo se encontraba incumplido. La intervención de la entidad duraría seis meses y la tarea de los nuevos administradores sería la realización de los trámites necesarios y peticionar al juzgado las medidas conducentes a finalizar el concurso de acreedores. La resolución de la jueza incluía obviamente el desplazamiento de las autoridades que hasta ese momento se hallaban a cargo de la entidad.
En septiembre de 2004, el juez a cargo del concurso puso a remate el centro de compras Caballito Shopping Center, con una base de 10 millones de pesos. El pliego para comprar el Shopping fue adquirido por siete empresas y finalmente quedó en manos de un grupo de inversores denominado ELSE, de origen chileno (que solo ofertó los $ 10 millones de Base). Después de la venta del Shopping Caballito, la deuda con el Banco Nación aún continuaba en niveles altos: 15 millones de pesos (5 millones de dólares aprox.).
La gestión de los administradores continuó hasta que el 12 de mayo de 2005, fecha en que la Cámara Nacional de Apelaciones resuelve el cese inmediato de la intervención judicial.

## Camino a la normalización

### Cumplimiento del Acuerdo Concursal
El 26 de mayo de 2005 la Cooperativa fue devuelta judicialmente a sus asociados y el día 30 de julio, en la sede de la "Sociedad Luz" ("primera universidad popular" fundada por Juan B. Justo el 29 de abril de 1899), se realizó un acto muy emotivo y pleno de recuerdos y nostalgias para celebrar los cien años de vida de una entidad que era decana del movimiento cooperativo argentino: “El Hogar Obrero”.
La primera acción del Consejo de Administración, fue solicitar al BAF la reanudación de las ventas de los bienes del Activo Afectado al cumplimiento del acuerdo concursal. Las ventas se reanudaron recién el 27-12-2005 y continuaron hasta el 24-10-2006.
Por resolución del 23-11-2006, el Juez subrogante Dr. Fernando G. D´Alessandro ordenó al BAF realizar el Pago Provisorio N.º 2 de $ 0,20 en efectivo por cada TIPHOGAR que hubiera sido dejado en custodia en el BAF.
Con fecha 23 de agosto de 2007 se conoció una resolución de la Corte Suprema de Justicia de la Nación que extendió, —al caso del depósito judicial a plazo fijo en dólares constituido con fondos provenientes de las ventas del Activo Afectado de EHO realizados por el BAF en el período 1995 - 2002—, la anulación de la “pesificación” impuesta por el decreto PEN N.º 214 del año 2000 sobre los depósitos fiscales judiciales dolarizados. Este fue el resultado positivo de la actuación judicial iniciada el 25 de febrero de 2002 por la Sindicatura Concursal contra dicha pesificación. Una vez que el Banco de la Ciudad de Buenos Aires, en su condición de Banco administrador, acreditó en la cuenta judicial a la orden del Tribunal del concurso de EHO, la suma adeudada, —previamente determinada por la Sindicatura concursal y consentida por el Banco—, la Sindicatura concursal estuvo entonces en condiciones de calcular el valor del "dividendo concursal" definitivo correspondiente a cada TIPHOGAR.
Con el último proceso de ventas iniciado el 13 de noviembre de 2007, el BAF logró recibir ofertas de compra por todos los bienes remanentes del Activo Afectado al cumplimiento del acuerdo concursal. Por lo tanto, con esta operación, concluía la venta de la totalidad de los bienes del Activo Afectado al cumplimiento del Acuerdo Concursal.
Por resolución del 23 de octubre de 2007, el Juez Subrogante Dr. Fernando I. Saravia ordenó el Pago Final de $ 0,1230 en efectivo por cada TIPHOGAR que hubiera sido dejado en custodia en el BAF y fijó el valor total y definitivo del "dividendo concursal" en $ 0,4711 por cada 1 Valor Nominal de TIPHOGAR. El pago se produjo entre el 17 de noviembre de 2007 y el 30 de abril de 2008 en 23 sucursales del BAF. Después del 30 de abril el pago continuaría solo en 3 sucursales del BAF ubicadas en la Ciudad de Buenos Aires.
Al ejecutar el Pago Final, el Banco Ciudad procedió automáticamente a cerrar la respectiva cuenta de custodia de TIPHOGAR y a cancelar los títulos depositados en ella.

### Barrio Cooperativo "Paso del Rey"
En 2009, la cooperativa retomó plenamente sus actividades adquiriendo un predio de 18.000 metros cuadrados, ubicado a 1.300 m de la estación de tren de Paso del Rey, en el conurbano bonaerense.
Allí, "El Hogar Obrero" inició la construcción del Condominio Paso del Rey, compuesto por cinco edificios de 150 departamentos distribuidos en unidades de dos y tres ambientes. El complejo estaría dotado de un parque central de una hectárea, quincho, parrillas, SUM, cocheras descubiertas y un sector destinado a locales comerciales.
Las unidades se pusieron en venta a un valor de u$s 51.500 y u$s 69.000 respectivamente. Además, podrían ser adquiridos mediante un plan de financiación que permitía abonar el 25% a la posesión y el saldo en hasta 10 años en cuotas mensuales en pesos ajustables cuatrimestralmente por el índice de la Cámara Argentina de la Construcción.